# Befristetes Arbeitsverhältnis
In Deutschland ist die Befristung eines Arbeitsverhältnisses im Gegensatz zur Dauerbeschäftigung die Vereinbarung, dass das Arbeitsverhältnis zu einem bestimmten Datum oder mit einem bestimmten Ereignis ohne Kündigung enden soll. Die Befristung ist neben der Kündigung ein eigenständiger Beendigungstatbestand für ein Arbeitsverhältnis. Der befristete Arbeitsvertrag ist in Ländern mit ausgeprägtem Arbeitnehmerschutz das arbeitsmarktpolitische Gegengewicht zum Dauerarbeitsverhältnis, das oft nur aufgrund einer sozial gerechtfertigten Kündigung enden kann. Die Befristung eines Arbeitsverhältnisses ist allerdings nur wirksam, wenn sie aufgrund eines Gesetzes zulässig ist (z. B. Teilzeit- und Befristungsgesetz). Die unzulässige Befristung ist unwirksam. Der Arbeitsvertrag bleibt aber wirksam und gilt als auf unbestimmte Zeit geschlossen. Befristete Arbeitsverhältnisse sind bis zu ihrem Ablauf nicht ordentlich kündbar, es sei denn, im Arbeitsvertrag oder dem zugrunde liegenden Tarifvertrag ist die Kündbarkeit während der Laufzeit ausdrücklich vereinbart. Die außerordentliche Kündigung aus wichtigem Grund ist stets möglich.

## Rechtliche Grundlagen

### Schriftform
Die Befristung eines Arbeitsvertrages bedarf zu ihrer Wirksamkeit der Schriftform (§ 14 Abs. 4 TzBfG).

### Befristungskontrolle
Die Überprüfung der Wirksamkeit der Befristung eines Arbeitsverhältnisses durch die Arbeitsgerichte nennt man Befristungskontrolle; sie findet statt durch Erhebung einer Klage des befristeten Arbeitnehmers gegen den Arbeitgeber auf Feststellung, dass das Arbeitsverhältnis nicht beendet ist (sog. Befristungskontrollklage, § 17 S. 1 TzBfG).

## Geschichte

### Ursprung: Bekämpfung von Kettenarbeitsverträgen
Ursprung der richterlichen Befristungskontrolle war die Unvereinbarkeit von Kettenarbeitsverträgen mit dem geringen Kündigungsschutz in der zweiten Hälfte der Weimarer Republik. Ein früher Nutznießer der Rechtsprechung des Reichsarbeitsgerichts war ein Stenografielehrer, der auf der Basis von 25 nacheinander gereihten Arbeitsverhältnissen beim Arbeitsamt Düsseldorf beschäftigt war. Diese Form der Befristungskontrolle wurde fortgeführt und weiterentwickelt vom Bundesarbeitsgericht in der jungen Bundesrepublik bis 1960.

### Die Umgehung des gesetzlichen Kündigungsschutzes
1960 verabschiedete sich das Bundesarbeitsgericht von der Befristungskontrolle zur Vermeidung von Kettenarbeitsverträgen. Das Kündigungsschutzgesetz war in Kraft getreten und verlangte für jede Kündigung eine soziale Rechtfertigung. Das Bundesarbeitsgericht erklärte die Befristung für generell unzulässig, weil auf diese Art und Weise der Schutz vor ungerechtfertigten Kündigungen umgangen wurde und erklärte sie nur im Ausnahmefall für zulässig, wenn nämlich ein besonderer, die zeitliche Befristung des Arbeitsverhältnisses rechtfertigender Sachgrund bestand.

### Massenarbeitslosigkeit führt zu weiteren gesetzlichen Lockerungen
Das vom Bundesarbeitsgericht entwickelte Korsett wurde in mehrfacher Hinsicht als zu eng empfunden. Zunächst wurden im Hochschulrahmengesetz besondere Sachgründe und Ausnahmetatbestände für die Hochschulen geschaffen, um deren Charakter als Ausbildungsstätten zu bewahren. Vor dem Hintergrund anhaltender Massenarbeitslosigkeit wurde eine zeitlich beschränkte erleichterte Befristung ohne besonderen Sachgrund eingeführt durch das Beschäftigungsförderungsgesetz von 1985. Dieser Ansatz wurde dann 1996 noch einmal erheblich erweitert und es wurden nicht mehr nur sachgrundlos befristete Verträge, sondern mittlerweile auch wieder ganze Befristungsketten statthaft. Kurzfristig lebte deshalb nochmals die Befristungskontrolle unter dem Gesichtspunkt der Vermeidung von Kettenarbeitsverträgen auf.

### Europäische Befristungskontrolle
Die Richtlinie 1999/70/EG vom 28. Juni 1999 brachte einen Wechsel im Leitbild der Befristungskontrolle und wurde durch das heute gültige Teilzeit- und Befristungsgesetz in deutsches Recht transformiert. Es gelten jetzt folgende Grundsätze:
- Unbefristete Arbeitsverträge sind die übliche Form des Beschäftigungsverhältnisses.
- Unter bestimmten Voraussetzungen sind befristete Arbeitsverhältnisse üblich und für beide Vertragsparteien nützlich.
- Die nationalen Gesetzgeber müssen den Missbrauch der Befristung verhindern und die Befristung von objektiven Sachgründen abhängig machen

Der Missbrauch ist weiter zu vermeiden durch wenigstens eine der nachstehenden Beschränkungen:
- Festlegung von Sachgründen für die Verlängerung, oder
- Festlegung der Maximaldauer von befristeten Arbeitsverhältnissen, oder
- Festlegung einer Höchstzahl von befristeten Vertragsschlüssen und von Verlängerungen.

Das bloße Zulassen befristeter Arbeitsverträge durch ein nationales Gesetz genügt nicht zur Bekämpfung des Missbrauchs. Dies würde den Grundsatz aushöhlen, dass unbefristete Arbeitsverhältnisse die übliche Form des Beschäftigungsverhältnisses sind. Der die Befristung rechtfertigende Sachgrund ist nicht das Gesetz, das ihn zulässt, sondern konkrete Gesichtspunkte, die mit der vereinbarten Tätigkeit und den Umständen ihrer Ausübung zusammenhängen. Das Verbot einer Umwandlung missbräuchlich befristeter Arbeitsverhältnisse in unbefristete Arbeitsverhältnisse widerspricht der Richtlinie.
Alleine die Tatsache einer elfjährigen, ununterbrochenen Kette mit dreizehn einzelnen Befristungen macht eine Vertretungsbefristung nicht unzulässig, sie stellt aber besondere Anforderungen an die Begründung der Befristung. Auf Basis der vorgenannten EuGH-Entscheidung hat das Bundesarbeitsgericht am 18. Juli 2012 in den Angelegenheiten 7 AZR 443/09 -Kücük- und 7 AZR 783/10 entschieden, dass zwar nicht automatisch, aber in Einzelfällen eine missbräuchliche Kettenbefristung vorliegen könnte. In der Sache Kücük hat das BAG den Fall daraufhin zur weiteren Sachaufklärung an das LAG Köln (Az. 4 Sa 877/08) zurückverwiesen. In der anderen Angelegenheit wurde die Klage abgewiesen.

### Befristungskontrolle in Deutschland
Das Teilzeit- und Befristungsgesetz setzt zur Vermeidung eines Missbrauchs auf eine Kombination von gesetzlich geregelten Sachgründen und die zurückhaltende Zulassung einer sachgrundlosen Befristung von Erstarbeitsverhältnissen von grundsätzlich nicht mehr als zwei Jahren. Eine besondere Kontrolle der Umgehung des Kündigungsschutzgesetzes findet nicht mehr statt. Die Folge der neuen Doktrin ist, dass auf einfache Faustformeln verzichtet wird, mehr Befristungsmöglichkeiten bestehen, die Materie aber auch komplizierter und undurchschaubarer geworden ist.

## Ausnahmen und Einschränkungen bei der Befristungskontrolle

### Aufhebungsverträge
Vereinbarungen, die auf die Beendigung eines unbefristeten Arbeitsverhältnisses zielen, unterliegen nicht einer Befristungskontrolle. Sie unterliegen aber der allgemeinen Kontrolle der Allgemeinen Geschäftsbedingungen, wenn eine Partei die Anwendung von Vertragsbedingungen dieses Inhalts für eine Vielzahl von Fällen vorgesehen hat.
Eine Beendigungsvereinbarung wurde für den Fall angenommen:
- dass der Arbeitgeber gekündigt hat und
- nach der Kündigung eine Beendigungsvereinbarung geschlossen wurde und
- das Arbeitsverhältnis nach 13 Monaten nach Abschluss der einvernehmlichen Beendigungsvereinbarung enden sollte und
- keine Verpflichtung zur Arbeitsleistung infolge „Kurzarbeit Null“ bestehen sollte und
- in der Beendigungsvereinbarung weitere einzelne Regelungen über die Beendigung getroffen wurden, nämlich Abfindung, Arbeitszeugnis und Rückgabe von Firmeneigentum.[9]

### Befristung einzelner Arbeitsbedingungen
Auf die Befristung einzelner Arbeitsbedingungen findet die Befristungskontrolle nach dem TzBfG keine Anwendung, denn der Wortlaut spricht von der Befristung des Arbeitsvertrags und erfasst damit nicht die Befristung einer einzelnen Vertragsabrede, die bestimmte Rechte und Pflichten zum Gegenstand hat.
Verbreitet ist die befristete Erhöhung oder Absenkung der Arbeitszeit. Allerdings unterliegt die Befristung derartiger einzelner Arbeitsbedingungen der Inhaltskontrolle im Rahmen der Kontrolle allgemeiner Geschäftsbedingungen, wenn eine Partei die Befristung einzelner Arbeitsbedingungen für eine Vielzahl von Fällen vorgesehen hat. Geprüft wird, ob die Befristung einer Arbeitsbedingung den Arbeitnehmer entgegen den Geboten von Treu und Glauben unangemessen benachteiligt. Besteht ein Sachgrund für die Befristung, so ist dies ein wesentlicher Belang auf Seiten des Arbeitgebers, aber der Arbeitnehmer kann außergewöhnliche Umstände geltend machen, die höher zu bewerten sind als die Interessen des Arbeitgebers.

### Keine Kontrolle vorangegangener befristeter Verträge
Der Befristungskontrolle unterliegt nur noch der mit einer Feststellungsklage angegriffene Arbeitsvertrag. Eine Mitüberprüfung vorangegangener, nicht angegriffener Verträge findet grundsätzlich nicht mehr statt. Mit dem Abschluss eines neuen Arbeitsvertrages wird gleichzeitig der alte Arbeitsvertrag aufgehoben. Dies bedeutet, dass die Befristung dieses aufgehobenen Vertrages nicht mehr auf ihre Wirksamkeit überprüft werden kann. Die Klage gegen den vorangegangenen Vertrag ist dann unbegründet. Dies gilt nicht, wenn die Parteien den Vorbehalt der Nachprüfung des vorangegangenen Vertrages in einem späteren Vertrag vereinbart haben oder wenn dem Arbeitgeber eine Klage gegen den alten Vertrag bereits zugestellt ist, und dann ein neuer Vertrag abgeschlossen wird.

## Arten der Befristung - Bedingung
Das TzBfG trifft eine einheitliche Regelung für Befristungen und für Bedingungen. Was gewollt ist, ist durch Auslegung zu ermitteln. Dabei ist auf die Sicht der Parteien abzustellen. Zu unterscheiden sind die Zeitbefristung, die Zweckbefristung und die auflösende Bedingung.
- Zeitbefristung: bei der Zeitbefristung steht das Ob und Wann fest;
- bei der Zweckbefristung steht nur das Ob fest;
- bei der auflösenden Bedingung ist weder das Ob noch das Wann sicher.

Möglich – und auch verbreitet – sind sogenannte „Doppelbefristungen“, d. h. die Häufung von Befristungen und Bedingungen, meist die Kombination einer Zeitbefristung mit einer Zweckbefristung oder auflösenden Bedingung. Eine Doppelbefristung ist grundsätzlich zulässig und nur ausnahmsweise intransparent. „Die Wirksamkeit der Zweckbefristung oder der auflösenden Bedingung und der Höchstbefristung sind rechtlich getrennt zu beurteilen. Eine mögliche Unwirksamkeit der Zweckbefristung oder der auflösenden Bedingung hat auf die zugleich vereinbarte Zeitbefristung keinen Einfluss. Sie führt nur dazu, dass das Arbeitsverhältnis nicht bereits aufgrund der möglichen früheren Zweckerreichung endet, sondern bis zum Ablauf der vorgesehenen Höchstfrist fortbesteht. Wurde das Arbeitsverhältnis bis zu diesem Zeitpunkt fortgesetzt, gewinnt die Zweckbefristung oder auflösende Bedingung keine Bedeutung“.

## Wirksamkeit

### Dreiwöchige Klagefrist
Die Unwirksamkeit einer Befristungsabrede muss innerhalb von drei Wochen nach dem vereinbarten Ende des befristeten Arbeitsvertrags oder drei Wochen nach Zugang der schriftlichen Mitteilung des Arbeitgebers, dass das Arbeitsverhältnis aufgrund der Befristung beendet sei, geltend gemacht werden (§ 17 S. 1 TzBfG). Wird die Frist nicht gewahrt, ist die Befristung wirksam (§ 17 S. 2 TzBfG i. V. m. § 7 KSchG). Auch eine unwirksam vereinbarte Befristungsabrede kann jedoch bei Nichteinhaltung der Klagefrist grundsätzlich nicht mehr angefochten werden, das Beschäftigungsverhältnis gilt dann auf unbestimmte Zeit geschlossen. Ausnahmen bestehen hier nur im Fall von rechtswidriger Täuschung und Drohung.

### Allgemeine Voraussetzungen

#### Schriftform (§ 14 Abs. 4 TzBfG i.V.m. §§ 125, 126 BGB)
Jede Befristungsabrede muss schriftlich erfolgen (§ 14 Abs. 4 TzBfG). Ansonsten ist sie unwirksam.
„Für das gesetzliche Schriftformerfordernis des § 14 Abs. 4 TzBfG gelten die Vorschriften der §§ 126, 126a BGB. Die Schriftform ist gewahrt, wenn die Befristung mit eigenhändiger Unterschrift in einer einheitlichen Urkunde niedergelegt worden ist, § 126 Abs. 1 und Abs. 2 BGB“. „Werden über den Vertrag mehrere gleichlautende Urkunden aufgenommen, genügt es, wenn jede Partei die für die andere Partei bestimmte Urkunde unterzeichnet (§ 126 Abs. 2 Satz 2 BGB)“.
Eine Arbeitsaufnahme vor Abschluss des Vertrages kann zur Unwirksamkeit der Befristung (nicht des Arbeitsvertrags insgesamt) mangels Einhaltung der Schriftform führen. Ein „verspätetes“ Wahren der Schriftform durch das nachträgliche Abfassen eines schriftlichen Arbeitsvertrags führt nicht zur Wirksamkeit der ursprünglichen Befristung. Eine Heilung des Formmangels würde unter anderem dem Sinn und Zweck des Schriftformerfordernisses widersprechen. Von den Fällen einer nachträglichen Schriftform sind die Fälle zu unterscheiden, in denen der Arbeitgeber für den Arbeitnehmer nach objektivem Empfängerhorizont erkennbar die Begründung eines Arbeitsverhältnisses vom Abschluss eines schriftlichen befristeten Arbeitsvertrages abhängig macht. Dies ist in der Regel dann anzunehmen, wenn der Arbeitgeber dem Arbeitnehmer vor Arbeitsbeginn eine von ihm unterschriebene Vertragsurkunde zuschickt. Dann kann der Arbeitnehmer das Vertragsangebot des Arbeitgebers nicht konkludent durch Arbeitsaufnahme annehmen. Die Übersendung eines nicht unterschriebenen Arbeitsvertrags oder eine lediglich mündliche Erklärung, der Arbeitsvertrag solle erst mit Unterzeichnung eines schriftlichen Vertrags wirksam werden, ist dahingegen nicht ausreichend, wenn der Arbeitgeber dem Arbeitnehmer gleichwohl bereits einen Arbeitsplatz zur Verfügung stellt und dessen Arbeitsleistung entgegennimmt. Unter bestimmten Umständen kann der ursprünglich unwirksam befristete Arbeitsvertrag jedoch durch einen späteren schriftlichen Vertragsschluss nachträglich wirksam befristet werden. Dies ist etwa der Fall, wenn die Befristung im schriftlichen Vertrag von der zuvor mündlich vereinbarten abweicht oder ursprünglich gar keine Befristung vereinbart wurde. In einem solchen Fall ist wegen des Vorbeschäftigungsverbots im Bereich der sachgrundlosen Befristung aber ein Sachgrund erforderlich. Im Zweifel ist es jedoch von den Vertragsparteien intendiert, durch die schriftliche Abfassung eines Vertrags lediglich das bisher Vereinbarte schriftlich festhalten, nicht aber einen neuen befristeten Arbeitsvertrags zu schließen.
Nach § 21 TzBfG gilt der Schriftformzwang auch für die Vereinbarung einer auflösenden Bedingung.
„§ 14 Abs. 4 TzBfG kommt ... nicht zur Anwendung, wenn das Arbeitsverhältnis durch Bezugnahme im Arbeitsvertrag insgesamt den Bedingungen eines einschlägigen Tarifvertrages unterstellt wird, der eine Befristung oder auflösende Bedingung vorsieht.“

#### Unwirksamkeit auf Grund einer AGB-Kontrolle (§§ 305 ff. BGB)
Eine Befristungsabrede kann (ausnahmsweise) gegen das Verbot überraschender AGB-Klauseln nach § 305c BGB verstoßen.
So, wenn der Arbeitnehmer auf Grund von Vorverhandlungen über einen Altersteilzeitvertrag mit einer (zusätzlichen) Befristungsabrede nicht zu rechnen brauchte.
Eine Befristungsabrede kann auch als intransparente AGB-Klausel nach § 307 Abs. 1 S. 2 BGB unwirksam sein. Nicht jede Kombination von Zeit-, Zweckbefristung oder Bedingung ist intransparent. Im Einzelfall kann aber eine schwer nachvollziehbare Kombination von Befristungen und Bedingungen intransparent i. S. d. § 307 Abs. 1 S. 2 BGB und damit unwirksam sein.

### Befristung ohne Sachgrund (§ 14 Abs. 2, 2a, 3 TzBfG)
Eine Befristung ist auch ohne Sachgrund wirksam – unter je näheren Voraussetzungen:
- in den ersten zwei Jahren bei Neueinstellungen (§ 14 Abs. 2 TzBfG)
- im Fall der Neugründung eines Unternehmens (§ 14 Abs. 2a TzBfG)
- im Fall der Befristung eines über 52-Jährigen zuvor beschäftigungslosen Arbeitnehmers (§ 14 Abs. 3 TzBfG).

In der Praxis steht ganz im Vordergrund die sachgrundlose Befristung nach § 14 Abs. 2 TzBfG bei Neueinstellungen.

#### Befristung bei Neueinstellung (§ 14 Abs. 2 TzBfG)
Nach § 14 II 1 TzBfG ist eine sachgrundlose Befristung nur zulässig
(1) bis zu einer Gesamtdauer von 2 Jahren (§ 14 I 1 Hs. 1 TzBfG)
(2) die auch durch eine höchstens dreimalige Verlängerung durch eine kalendermäßige Befristung erreicht werden darf (§ 14 I 1 Hs. 2 TzBfG),
(3) insoweit nicht davon in einem Tarifvertrag (§ 14 I 3 TzBfG) oder durch Bezugnahme auf einen einschlägigen Tarifvertrag (§ 14 I 4 TzBfG) davon abgewichen wird;
(4) jedoch nur, wenn mit demselben Arbeitgeber nicht zuvor schon ein Arbeitsverhältnis i. S. d. § 14 II 2 TzBfG bestanden hat.
Die Arbeitsvertragsparteien können die Möglichkeit zur sachgrundlosen Befristung vertraglich ausschließen. Die Benennung eines Sachgrundes im Arbeitsvertrag allein reicht regelmäßig nicht aus, um anzunehmen, dass eine entsprechende Vereinbarung vorliegt. Vielmehr müssen im Einzelfall noch zusätzliche Umstände hinzutreten.
Auch ein Dauerarbeitsplatz kann mehrfach hintereinander mit verschiedenen befristeten Arbeitnehmern besetzt werden.
- Dauer und Anzahl der Verlängerungen:

Zeitüberschreitung und Überschreitung der Zahl der Verlängerungen führen zur Unwirksamkeit der Befristung ohne Sachgrund.
- Verlängerung im Sinne des § 14 Abs. 1 S. 1 TzBfG:

Eine Verlängerung i. S. d. § 14 Abs. 1 S. 1 TzBfG setzt nach der maßgeblichen Rechtsprechung des Bundesarbeitsgericht voraus,
(1) dass noch vor Ablauf der Laufzeit des bisherigen Vertrages
(2) in schriftlicher Form vereinbart wird,
(3) dass sich die Vertragslaufzeit des Folgevertrags unmittelbar an die Laufzeit des zu verlängernden Vertrags anschließt
(4) und lediglich der Beendigungszeitpunkt hinausgeschoben wird und der Vertragsinhalt ansonsten unverändert bleibt,
(4a) wobei es unschädlich ist, wenn die Parteien deklaratorisch anlässlich der Verlängerung Anpassungen des Vertragstextes an die zum Zeitpunkt der Verlängerung geltende Rechtslage vornehmen oder Arbeitsbedingungen vereinbaren, auf die der befristet beschäftigte Arbeitnehmer einen Anspruch hat;
(4b) so dass eine Änderung der Vertragsbedingungen während der Laufzeit des sachgrundlos befristeten Arbeitsvertrag – und nicht bei der Verlängerung – unschädlich ist.
- - Das Gebot der nahtlosen Fortsetzung:

Ein Vertrag wird nur verlängert, wenn sein Ende während der vereinbarten Laufzeit hinausgeschoben wird. Ein dazwischen liegender Tag führt zu einem Neuabschluss und nicht zu einer Verlängerung.
- - Das Veränderungsverbot:

Wird mehr als nur das Hinausschieben des Endes vereinbart, so handelt es sich um den Neuabschluss eines Vertrages, der als zweiter Vertrag gegen das Vorbeschäftigungsverbot verstößt, und die Befristung unwirksam macht. Wird während der Laufzeit eines Vertrages eine neue Wochenarbeitszeit vereinbart, oder eine neue höherwertige Tätigkeit, ohne dass sich an der Laufzeit etwas ändert, so ist das kein eigenständiger Vertrag und auch keine Verlängerung. Sogar eine sich an die Vereinbarung anschließende Verlängerung ist erlaubt und lässt die Befristung wirksam, wenn sie nur die Höchstzahl oder Höchstdauer nicht überschreitet. Die Anpassung einer Verlängerung an eine neue tarifliche Situation ist auch kein Neuabschluss eines Arbeitsvertrages, denn die Änderungen sind nur klarstellend und beruhen nicht auf der Vereinbarung, sondern der Tarifvertrag wirkt unmittelbar und zwingend auf die Verlängerungsvereinbarung ein. Ansonsten ist durch eine unwirksame Verlängerung zunächst ein unbefristetes Arbeitsverhältnis entstanden, das gekündigt werden kann oder bei Vorliegen eines Sachgrunds nach § 14 Abs. 1 TzBfG nachträglich erneut befristet werden kann.
- Abweichende Vereinbarungen (§ 14 Abs. 1 S. 3, 4 TzBfG):

Durch Tarifvertrag kann die Anzahl der Verlängerungen und die Gesamtdauer der Befristung über zwei Jahre hinaus verlängert werden. Die Kirchen, die keine Tarifverträge abschließen, sondern Beschlüsse einer „arbeitsrechtlichen Kommission“ umsetzen, können diese Erweiterungen nicht durch ein Kirchengesetz einseitig einführen, denn die Befristungsrichtlinie der EU und das TzBfG machen Abweichungen zuungunsten der Arbeitnehmerseite davon abhängig, dass diese auf dem austarierten Kräftegleichgewicht der Tarifvertragsparteien beruhen. Es besteht kein auf dem kirchlichen Verkündungsauftrag beruhendes Bedürfnis, einseitig von der Zweijahreshöchstgrenze und vom Grundsatz der höchstens dreimaligen Verlängerung abzuweichen.
- Das Vorbeschäftigungsverbot (§ 14 Abs. 1 S. 2 TzBfG):

Zur Vermeidung von sachgrundlosen Kettenbefristungen (Kettenvertrag) besteht ein Vorbeschäftigungsverbot. Eine sachgrundlose Befristung „ist nicht zulässig, wenn mit demselben Arbeitgeber bereits zuvor ein befristetes oder unbefristetes Arbeitsverhältnis bestanden hat“ (§ 14 Abs. 2 Satz 2 TzBfG). Ein Verstoß dagegen macht die Befristung unwirksam und führt im Regelfall zu einem unbefristeten Arbeitsverhältnis.
- Der Arbeitgeber:

Derselbe Arbeitgeber ist nur eine natürliche oder juristische Person, die schon einmal Vertragspartner des Arbeitnehmers war, mit der also schon einmal ein Arbeitsverhältnis bestand. Auf den Beschäftigungsbetrieb oder den Arbeitsplatz kommt es nicht an.
Ein anderes Unternehmen derselben Konzernmutter ist nicht der gleiche Arbeitgeber,
ebenso nicht eine vom früheren Arbeitgeber gegründete Beschäftigungsgesellschaft.
Ein Arbeitsverhältnis ist auch dann eine Vorbeschäftigung, die die Befristung unwirksam macht, wenn es nicht dem Kündigungsschutzgesetz unterfiel. Eine studentische Hilfskraft kann auch vorbeschäftigt sein, denn der Vertrag wird dem Arbeitsvertragsrecht unterstellt und ein spezifischer Ausbildungszweck wird damit nicht verbunden.
Derselbe Arbeitgeber ist aber nicht der ehemalige Vertragspartner eines Werkvertrages oder eines Ausbildungsvertrages. Ein herkömmlich gestalteter Praktikantenvertrag ist kein Arbeitsvertrag. Der Arzt im Praktikum (AiP) ist kein Arbeitnehmer, auch nicht ein Stipendiat der Deutschen Forschungsgemeinschaft und auch nicht der Studien- oder Rechtsreferendar. In diesen Fällen handelt es sich um Ausbildungsverhältnisse. Kein Arbeitnehmer ist auch der „Ein-Euro-Jobber“, er nimmt nur eine Arbeitsgelegenheit mit Mehraufwandsentschädigung wahr.
- Einschränkung des Vorbeschäftigungsverbotes durch das BAG:

Jedoch sieht das Bundesarbeitsgericht einen Verstoß gegen das Vorbeschäftigungsverbot dann nicht mehr als gegeben an, wenn zwischen zwei Verträgen ein Zeitraum von mehr als drei Jahren liegt. Nach dieser Entscheidung ist derzeit davon auszugehen, dass zwischen zwei zeitlich befristeten Verträgen mindestens drei Jahre liegen müssen, damit der spätere Vertrag nicht als unzulässige Anschlussbefristung im Sinne des § 14 Abs. 2 Satz 2 TzBfG angesehen wird. Solange keine gesetzgeberische Neuorientierung erfolgt, wird sich die arbeitsgerichtliche Rechtsprechung aller Wahrscheinlichkeit nach an diesem Urteil orientieren.
Nach einem Urteil vom 23. Januar 2019 des Bundesarbeitsgericht änderte sich die Rechtsprechung dahingehend, dass die sachgrundlose Befristung eines Arbeitsvertrags nach § 14 Abs. 2 Satz 2 TzBfG nicht zulässig ist, wenn zwischen dem Arbeitnehmer und der Arbeitgeberin bereits acht Jahre zuvor ein Arbeitsverhältnis von etwa eineinhalbjähriger Dauer bestanden hat, das eine vergleichbare Arbeitsaufgabe zum Gegenstand hatte (Az: 7 AZR 733/16). Zuvor war dies nach mehr als drei Jahren zulässig und änderte sich durch eine Entscheidung des Bundesverfassungsgerichts von 6. Juni 2018 (1 BvL 7/14, 1 BvR 1375/14).

#### Befristung bei Neugründung (§ 14 Abs. 2a TzBfG)
Nach der Sonderregelung des § 14 Abs. 2a TzBfG ist bei der Gründung eines Unternehmens eine längere Befristung auf vier Jahre möglich. In den ersten vier Jahren seit Neugründung ist dabei auch eine mehrfache Verlängerung möglich.

#### Altersbefristung (§ 14 Abs. 3 TzBfG)
Es gibt zwei Arten von Altersbefristung mit entgegengesetzter Zielrichtung. Als sachgrundlose Altersbefristung ab einem bestimmten Lebensalter ist sie vorgesehen für ältere Arbeitnehmer, zu deren Anstellung ein höherer Anreiz geschaffen werden soll als die zweijährige sachgrundlose Befristung. Als Befristung mit dem in der Person des Arbeitnehmers liegenden Sachgrund eines bestimmten Lebensalters ist sie vorgesehen für ältere Arbeitnehmer, die eine Altersversorgung beziehen können und aus dem Erwerbsleben ausscheiden sollen.
Beide Arten von Altersbefristung sind nur zulässig, soweit sie mit der Befristungsrichtlinie RL 1999/70/EG und der Gleichbehandlungsrichtlinie RL 2000/78/EG vereinbar sind.
Der Gleichbehandlungsgrundsatz besagt, dass jede nicht begünstigende Ausnahme vom Grundsatz der Gleichbehandlung durch einen besonderen sozialpolitischen Zweck gerechtfertigt sein muss. Der sozialpolitische Zweck soll vorzugsweise in der jeweiligen gesetzlichen Regelung genau und wörtlich angegeben sein, oder wenigstens aus dem Kontext so feststellbar sein, dass die Angemessenheit der Ausnahme im Verhältnis zum angestrebten politische Zweck nachprüfbar ist. Individuelle Interessen wie Kosteneinsparung oder die Steigerung der Wettbewerbsfähigkeit sind keine anerkannten sozialpolitischen Zwecke; eine gewisse Flexibilisierung der Arbeitgeber kann aber im Allgemeininteresse liegen. Die Anforderungen an den Nachweis der Angemessenheit der Ausnahme sind hoch. Der Mitgliedstaat trägt die Beweislast dafür. Die bloße Behauptung, dass ein sozialpolitischer Zweck vorliege und die Ausnahme erforderlich und angemessen sei, genügt nicht.
- Sachgrundlose Altersbefristung zur erleichterten Wiedereingliederung:

Der EuGH erkennt an, dass es eine gesteigerte Altersarbeitslosigkeit tatsächlich gibt. Es hält es für legitim, diese Erscheinung außerhalb der allgemeinen Arbeitslosigkeit zu bekämpfen. Er erkennt weiter an, dass auch arbeitsrechtliche Schlechterstellungen eines älteren Arbeitnehmers einen Anreiz zur Einstellung bieten können.
Es gelang der Bundesrepublik aber nicht nachzuweisen, dass eine gesetzliche Regelung zur Eingliederung von älteren Arbeitnehmern erforderlich ist, die die unbeschränkte Befristung von über 52 Jahre alten Arbeitnehmern vorsieht. Eine derartige Regelung durfte nicht angewendet werden und wurde ab dem 1. Mai 2007 aufgehoben.
Auch die Erforderlichkeit und Angemessenheit einer unbeschränkten Befristungsmöglichkeit ab 58 dürfte sich nicht nachweisen lassen.
Der heutige Gesetzestext lautet:
„Die kalendermäßige Befristung eines Arbeitsvertrages ohne Vorliegen eines sachlichen Grundes ist bis zu einer Dauer von fünf Jahren zulässig, wenn der Arbeitnehmer bei Beginn des befristeten Arbeitsverhältnisses das 52. Lebensjahr vollendet hat und unmittelbar vor Beginn des befristeten Arbeitsverhältnisses mindestens vier Monate beschäftigungslos […] gewesen ist, Transferkurzarbeitergeld bezogen, oder an einer öffentlich geförderten Beschäftigungsmaßnahme […] teilgenommen hat.“ Rechtssystematisch ist die Altersbefristung mit der Neufassung nunmehr in die Nähe einer Befristung mit Sachgrund gerückt.
Es könnte auch diese Regelung zu weit gefasst sein und so viele Missbrauchsmöglichkeiten offenlassen, dass diese Ausnahme vom Gebot der Gleichbehandlung älterer Arbeitnehmer nicht gerechtfertigt ist. Andererseits liegen Einschränkungen vor, so dass die Unangemessenheit nicht auf der Hand liegt. Es herrscht Ungewissheit.
- Altersbefristung mit dem Sachgrund Lebensalter zum Ausscheiden aus dem Erwerbsleben:

Eine Regelung, wonach ein Arbeitsverhältnis mit dem 65. Lebensjahr automatisch enden soll, benachteiligt den älteren Arbeitnehmer, diskriminiert ihn aber nicht. Die Regelung dient der Vollbeschäftigung durch Schaffen neuer Nachfrage und begünstigt den Zugang Jüngerer zum Arbeitsmarkt. Die Regelung ist jedenfalls dann nicht unverhältnismäßig, wenn sie einen Arbeitnehmer trifft, der in den Genuss einer angemessenen Altersversorgung kommt.
Eine tarifliche Regelung, wonach ein Arbeitsverhältnis mit einem Flugpiloten mit dem Erreichen des 60. Lebensjahres endet, ist gerechtfertigt, weil die Tarifvertragsparteien zu einer generalisierenden Regelung berechtigt sind und vom Eintreten einer verminderten körperlichen Leistungsfähigkeit mit Gefährdungspotential ausgehen dürfen.
Für fliegendes Personal außerhalb des Cockpits gibt es keine Einschätzung international anerkannter Fachleute, dass ab dem 60. Lebensjahr eine körperliche Minderleistungsfähigkeit mit Gefährdungspotential eintritt. Eine Altersgrenze mit 60 benachteiligt nicht nur, sondern diskriminiert auch.

#### Das Verhältnis zur Sachgrundbefristung
- Die Vereinbarung eines Sachgrundes für eine Befristung schließt - im Normalfall - nicht aus, dass sich der Arbeitgeber bei Fehlen eines Sachgrundes auf die Zulässigkeit einer sachgrundlosen Befristung nach § 14 Abs. 2 TzBfG beruft.[58]
- Die sachgrundlose Befristung darf auch vereinbart werden, wenn ein Sachgrund vorliegt. Ein mit Sachgrund befristeter Vertrag kann auch innerhalb der Zwei-Jahres-Frist bis zu drei Mal ohne Sachgrund verlängert werden, wenn der Vertrag auch ohne Sachgrund wirksam gewesen wäre.[59]
- Falsche Reihenfolge: Die sachgrundlose Befristung nach der Sachgrundbefristung ist unzulässig, denn sie ist keine Erstbefristung mehr. Die Sachgrundbefristung nach einer sachgrundlosen Befristung ist nicht schon auf Grund der Reihenfolge unzulässig, denn es gibt kein Verbot der Vorbeschäftigung für Sachgrundbefristungen. Eine Ausnahme gilt bei einer vorherigen Befristung zur Erprobung, da der Arbeitgeber hier bereits Gelegenheit hatte, die Leistung des Arbeitnehmers zu überprüfen.

### Befristungen mit Sachgrund

#### Überblick
Gibt es einen sachlichen Grund für die Befristung (sog. Sachgrundbefristung von Arbeitsverhältnissen), ist diese ebenfalls zulässig. Das Gesetz (§ 14 Abs. 1 TzBfG) zählt sachliche Gründe auf. Es beschränkt sich dabei auf die gängigsten Beispiele, die nicht abschließend sind.
Als sachlicher Grund gilt danach, wenn
1. der betriebliche Bedarf an der Arbeitsleistung nur vorübergehend besteht,
2. die Befristung im Anschluss an eine Ausbildung oder ein Studium erfolgt, um den Übergang des Arbeitnehmers in eine Anschlussbeschäftigung zu erleichtern,
3. der Arbeitnehmer zur Vertretung eines anderen Arbeitnehmers beschäftigt wird,
4. die Eigenart der Arbeitsleistung die Befristung rechtfertigt,
5. die Befristung zur Erprobung erfolgt,
6. in der Person des Arbeitnehmers liegende Gründe die Befristung rechtfertigen,
7. der Arbeitnehmer aus Haushaltsmitteln vergütet wird, die haushaltsrechtlich für eine befristete Beschäftigung bestimmt sind, und er entsprechend beschäftigt wird oder
8. die Befristung auf einem gerichtlichen Vergleich beruht.

Im Folgenden werden einige Unwirksamkeitsgründe aufgezeigt.

#### Vorübergehender Arbeitsbedarf (§ 14 Abs. 1 S. 2 Nr. 1  TzBfG)
Der Mehrbedarf wird nicht exakt definiert. Nur der Mehrbedarf rechtfertigt eine Befristung, nicht der schwankende Grundbedarf, bei dem nachhaltiges Sinken des Beschäftigungsbedürfnisses durch betriebsbedingte Kündigungen zu bewältigen ist. Die bloße Unsicherheit über künftigen Arbeitsanfall rechtfertigt keine Befristung.
- Die Prognose für den Wegfall des Beschäftigungsbedürfnisses wird generell für eine Vielzahl von Arbeitnehmern oder Organisationseinheiten getroffen, nicht aber speziell für jeden einzelnen befristeten Arbeitnehmer.[63]
- Die Befristung geht zeitlich über das Abarbeiten des Mehrbedarfs hinaus.[64]
- Der Mehrbedarf ist nicht mehr vorübergehend. Fünf Jahre und mehr sind Dauerbedarf; der Abschluss eines unbefristeten Arbeitsvertrages ist zumutbar.
- Die Prognose wird nach Vertragsschluss erstellt und nicht zeitnah vor Vertragsschluss.[65]

In besonderen Fallkonstellationen des vorübergehenden Bedarfs:
- Saisonarbeit (z. B. Freilichtbühne)

Der Arbeitnehmer wird zwar im Saisonbetrieb beschäftigt, aber außerhalb des Saisonbereichs.
- Projektbefristung (z. B. vereinbarte Notgrabungen bei einem Bauvorhaben)

Willkürliche Aufspaltung einer Daueraufgabe in einzelne Teile
Ressortforschung ohne Wissenschaftsfreiheit
- Modellversuch

Meistens rechtfertigt ein Modellversuch eine Befristung nicht, weil man damit rechnet, dass wenigstens Teile des Modellversuchs fortgeführt werden können und deshalb bei Abschluss des Arbeitsvertrages gerade keine Prognose möglich war, dass der Beschäftigungsbedarf nur vorübergehend ist. Dies gilt auch für den Schulversuch.
- Personalerhalt für einen derzeit nicht benötigten Spezialisten

Der Personalerhalt ist kein Rechtfertigungsgrund für eine Befristung, weil überhaupt kein Bedarf besteht, also auch kein vorübergehender.
- Politisches Hilfspersonal von Wahlgremien, z. B. Fraktionen

Schreibkraft; ihre Arbeitsleistung hängt nicht von einer Zugehörigkeit zur Partei oder Wählervereinigung ab
- Vereinbarte Prozessbeschäftigung vor Urteil erster Instanz

Wenn nur mündlich getroffen: („Kommen Sie meinetwegen wieder, bis der Prozess erster Instanz zu Ende ist“); bei schriftlicher Vereinbarung ist die vereinbarte Prozessbeschäftigung wirksam.

#### Vertretungsbefristung (§ 14 Abs. 1 S. 2 Nr. 3 TzBfG)
Der Grund für die Befristung liegt in Vertretungsfällen darin, dass der Arbeitgeber bereits zu einem vorübergehend an der Arbeitsleistung verhinderten Arbeitnehmer in einem Rechtsverhältnis steht und mit der Rückkehr dieses Arbeitnehmers rechnet. Damit besteht an der Wahrnehmung der Tätigkeit durch einen Vertreter von vornherein nur ein zeitlich begrenztes Bedürfnis. Es muss sichergestellt sein, dass die Beschäftigung des befristet eingestellten Arbeitnehmers nur wegen des Arbeitskräftebedarfs erfolgt, der durch die vorübergehende Abwesenheit des zu vertretenden Mitarbeiters entsteht. Fehlt dieser Zusammenhang, so ist der Befristungsgrund der Vertretung nicht gegeben, und die Befristung ist unwirksam.
In folgenden Fällen besteht die Kausalität nicht:
- Der Arbeitnehmer wird länger beschäftigt, als der Vertretene abwesend ist.[75]
- Der befristete Arbeitnehmer wird höherwertiger beschäftigt als der Vertretene,[76] oder er erhält Aufgaben, die der Vertretene mangels Vorbildung gar nicht erfüllen könnte.[77]
- Der Arbeitnehmer wird anders beschäftigt als der Vertretene.[78]
- Beim Vertretenen ist offen, ob er überhaupt wieder an den Arbeitsplatz zurückkehren kann und will. Dies gilt insbesondere, wenn der Vertretene bei Nichtgenesung auch ganz ausscheiden will. In diesem Fall ist keine Prognose möglich, dass der Bedarf an der Arbeitskraft nur vorübergehend ist.[79]
- Bei einer mittelbaren Vertretung wird die Vertretungskette nicht bei Vertragsschluss dokumentiert und nach außen manifestiert (z. B. Arbeitsvertrag, Vorlage an Betriebsrat/Personalrat, Einstellen in den Geschäftsverteilungsplan einer Behörde).[74][80][81]
- Es gibt gar keine zu vertretende Person, es sollen z. B. nur vorhandene Stellen im öffentlichen Dienst vorübergehend genutzt werden.[82]

Die gleichgelagerte Problematik besteht auch bei der Elternzeitvertretung nach § 21 Bundeselterngeld- und Elternzeitgesetz (BEEG).

#### Befristung wegen Eigenart der Arbeitsleistung (§ 14 Abs. 1 S. 2 Nr. 4)
Verbandstrainer im Sport: Nur beim Vereinstrainer nimmt die Motivationskraft so stark ab, dass eine Befristung gerechtfertigt ist. Es gibt keine allgemeine Sportbefristung.
Der Befristungsgrund liegt bei den öffentlichen Arbeitgebern meist nur im Kunst- und Rundfunkbereich vor.
Mit abnehmender Sprachfertigkeit kann die Befristung der Arbeitsverträge von Muttersprachlern im Hochschul- und Schuldienst nicht mehr gerechtfertigt werden, denn es ist anerkannt, dass die Sprachfertigkeit eines Muttersprachlers bei Abwesenheit vom Herkunftsland nicht mehr abnimmt.

#### Befristung zur Erprobung (§ 14 Abs. 1 S. 2 Nr. 5)
Es kann nicht dargelegt werden, dass die normale Probezeit nicht ausreicht.
Bei Befristungen zur Probezeitverlängerung kann nicht dargelegt werden, dass der Arbeitnehmer sich tatsächlich nicht bewährt hat und dennoch weiterbeschäftigt werden soll.

#### Haushaltsbefristung (§ 14 Abs. 1 S. 2 Nr. 7)
Die Haushaltsbefristung, die nur für den öffentlichen Dienst im weiteren Sinne gilt, gibt es in zwei Varianten:
Die Befristung wegen vorübergehendem Bedarf, wenn eine im Stellenplan enthaltene und konkret bezeichnete Beamten- oder Angestelltenstelle vorübergehend frei ist,
oder wenn der Gesetzgeber von seinem Recht Gebrauch macht, vorübergehend Haushaltsmittel für eine vorübergehende Beschäftigung zur Verfügung zu stellen. Unklar ist, inwieweit die Haushaltsbefristung überhaupt richtlinienkonform und zulässig ist. Das Urteil des Europäischen Gerichtshofs wird noch erwartet.
- Typische unzulässige Haushaltsbefristungen:

Die Befristung erfolgt aufgrund eines pauschalen „künftig –wegfallend“-Vermerks im Stellenplan des Haushaltsplans für mehrere Stellen ohne Einzelbenennung der Stelle.
Es besteht Dauerbedarf und nicht nur vorübergehender Bedarf an der Arbeitsleistung.
Der vorübergehende Bedarf ist vorhanden aber nicht definiert und dokumentiert und auf den Befristeten zugeschnitten, sondern auf eine Vielzahl von Personen.
Der Arbeitnehmer wird mit Aufgaben beschäftigt, denen die vorübergehenden Haushaltsmittel nicht gewidmet sind.
Die vorübergehenden Haushaltsmittel sind eingestellt, der Zweck ist auch ein vorübergehender, aber die tätigkeitsbezogene Zwecksetzung ist im Haushalt nicht wenigstens als Anmerkung enthalten.

#### Unbenannte Sachgründe (§ 14 Abs. 1 S. 1 TzBfG)
Die Aufzählung von Sachgründen für die Befristung von Arbeitsverträgen in § 14 Abs. 1 Satz 2 Nr. 1 – 8 TzBfG ist nicht abschließend. Andere Sachgründe können die Befristung von Arbeitsverträgen jedoch nur rechtfertigen, wenn sie den in § 14 Abs. 1 TzBfG zum Ausdruck kommenden Wertungsmaßstäben entsprechen.

### Institutioneller Rechtsmissbrauch (§ 242 BGB)
Auch eine Befristungsabrede, die für sich betrachtet eigentlich wirksam ist, muss auf Grund der Vorgabe des EuGH (siehe oben: Europäische Befristungskontrolle) und deren Umsetzung durch das BAG unter dem Gesichtspunkt des sogenannten institutionellen Rechtsmissbrauchs (§ 242 BGB) geprüft werden.
„An einen solchen, bei Vorliegen eines Sachgrundes nur ausnahmsweise anzunehmenden Rechtsmissbrauch sind hohe Anforderungen zu stellen. Dabei sind alle Umstände des Einzelfalls, insbesondere die Gesamtdauer und Anzahl der in der Vergangenheit mit demselben Arbeitgeber geschlossenen aufeinanderfolgenden befristeten Verträge zu berücksichtigen.“
Die Prüfung eines institutionellen Rechtsmissbrauchs ist insbesondere bei der Vertretungsbefristung relevant: „Bei zunehmender Anzahl und Dauer der jeweils befristeten Beschäftigung eines Arbeitnehmers kann es eine missbräuchliche Ausnutzung der dem Arbeitgeber an sich rechtlich eröffneten Befristungsmöglichkeit darstellen, wenn er gegenüber einem bereits langjährig beschäftigten Arbeitnehmer trotz der tatsächlich vorhandenen Möglichkeit einer dauerhaften Einstellung immer wieder auf befristete Verträge zurückgreift (...). Zu berücksichtigen ist außerdem die Laufzeit der einzelnen befristeten Verträge sowie die Frage, ob und in welchem Maße die vereinbarte Befristungsdauer zeitlich hinter dem zu erwartenden Vertretungsbedarf zurückbleibt. Wird trotz eines tatsächlich zu erwartenden langen Vertretungsbedarfs in rascher Folge mit demselben Arbeitnehmer eine Vielzahl kurzfristiger Arbeitsverhältnisse vereinbart, liegt die Gefahr des Gestaltungsmissbrauchs näher, als wenn die vereinbarte Befristungsdauer zeitlich nicht hinter dem prognostizierten Vertretungsbedarf zurückbleibt (...). Bei der Gesamtwürdigung können daneben zahlreiche weitere Gesichtspunkte eine Rolle spielen. Zu denken ist dabei insbesondere an branchenspezifische Besonderheiten etwa bei Saisonbetrieben. Auch können bei der Gesamtbeurteilung grundrechtlich gewährleistete Freiheiten von beträchtlicher Bedeutung sein. Dies gilt insbesondere für die in Art. 5 Abs. 1 GG gewährleistete Pressefreiheit und die Freiheit der Berichterstattung durch Rundfunk und Film, aber auch für die in Art. 5 Abs. 3 GG garantierte Freiheit von Kunst und Wissenschaft, Forschung und Lehre.“
Das BAG enthält sich zwar "näherer quantitativer Angaben dazu .., wo die zeitlichen und/oder zahlenmäßigen Grenzen für einen Missbrauch genau liegen ... hat aber grobe Orientierungshilfen gegeben":
- Beträgt die Dauer der Kettenbefristung nicht mehr als 2 Jahre, ist dies nach der Wertung des § 14 Abs. 2 TzBfG ein „unter allen Umständen unproblematischen Bereich“.[102]
- Wird der 2-Jahres-Zeitraum „um ein Mehrfaches überschritten“, kann ein Missbrauch „indiziert“ werden. „In einem solchen Fall hat allerdings der Arbeitgeber regelmäßig die Möglichkeit, die Annahme des indizierten Gestaltungsmissbrauchs durch den Vortrag besonderer Umstände zu entkräften.“[102]

Bisher hat das BAG in Einzelfällen wie folgt entschieden:
- Bei einer Dauer von insgesamt sieben Jahren und neun Monaten bei vier befristeten Arbeitsverhältnissen sowie keinen weiteren - vom Arbeitnehmer vorzutragenden - Umständen hat das BAG keine Anhaltspunkte für einen Missbrauch gesehen.
- Bei einer Gesamtdauer von mehr als elf Jahren und einer Anzahl von 13 Befristungen sowie einer gleichbleibenden Beschäftigung zur Deckung eines ständigen Vertretungsbedarfs werde ein - vom Arbeitgeber widerlegbarer - Missbrauch indiziert.
- Bei einer Gesamtdauer von 13 Jahren „ist eine Missbrauchskontrolle veranlasst, bei der sämtliche Umstände des vorliegenden Einzelfalls zu berücksichtigen sind“.

### Benachteiligungsverbot für Betriebsräte (§ 78 S. 2 BetrVG)
Nach § 78 S. 2 BetrVG dürfen Betriebsratsmitglieder nicht wegen ihrer Tätigkeit benachteiligt werden.
- Die Befristungsabrede kann als solche unwirksam sein, wenn dem Betriebsratsmitglied nur wegen seiner Betriebsratstätigkeit lediglich ein befristetes statt eines unbefristeten Arbeitsverhältnisses angeboten wird.[106]
- Eine andere Frage ist, ob dem Betriebsratsmitglied unter Verstoß gegen § 78 S. 2 BetrVG ein Folgevertrag verweigert wird, weil er Betriebsratsmitglied ist. Aus § 78 S. 2 BetrVG folgt - anders als im Fall einer Maßregelung im Sinne des § 612a BGB - dann ein Anspruch auf einen Folgevertrag. Dabei gilt eine abgestufte Darlegungs- und Beweislast.[107]

### Besonderheiten bei der Zweckbefristung
Die häufige Form der Befristung ist die Zeitbefristung, wenn der Vertrag zu einem im Kalender bestimmten Zeitpunkt endet. Weniger verbreitet ist die Zweckbefristung, wenn der Vertrag mit dem Erreichen eines im Arbeitsvertrag bezeichneten Ziels enden soll. Da dem Arbeitgeber die Kündigung nach dem Kündigungsschutzgesetz erspart wird, muss das Vertragsende so klar bestimmt sein, dass der Arbeitnehmer erkennen kann, unter welchen Bedingungen und in welchem Zeitrahmen es eintreten soll. Die Angabe: „bis zur Stilllegung der Maschine in der Halle 9“ genügt dieser Anforderung nicht, denn sonst hätte es der Arbeitgeber in der Hand, zu jedem ihm genehmen Zeitpunkt und aus jedem Motiv heraus das Arbeitsverhältnis zu beenden.
Der Vertrag endet, wenn der Zweck erreicht ist und zwei Wochen nachdem dem Arbeitnehmer eine schriftliche Unterrichtung zugegangen ist, wann der Zweck erreicht ist (§ 15 Abs. 2 TzBfG). Es genügt zur Beendigung des Arbeitsverhältnisses nicht, wenn nur der Zweck erreicht oder nur die Unterrichtung erfolgt ist. Bei Schwerbehinderten muss das Integrationsamt der Beendigungsmitteilung vorher zustimmen.
Ist der Zweck erreicht und unterlässt es der Arbeitgeber, dem Arbeitnehmer den Zeitpunkt der Erreichung des Zwecks mitzuteilen, und beschäftigt er ihn weiter, so lässt sich der vorübergehende Bedarf nicht mehr mit dem zu erreichenden Zweck rechtfertigen. Der Sachgrund ist dann nur vorgeschoben, die Befristung ist unzulässig und damit unwirksam.

## Dauerarbeitsverhältnis durch Weiterarbeit nach Ende der Laufzeit
Ein kalendermäßig befristetes Arbeitsverhältnis endet mit dem Ablauf der vereinbarten Laufzeit. Wird das Arbeitsverhältnis danach fortgesetzt, so wird es mit dem bisherigen Inhalt zum Dauerarbeitsverhältnis (§ 15 Abs. 5 TzBfG).
Es wäre auch denkbar, durch Gesetz einen anderen Zeitraum festzulegen, oder die bisherige Laufzeit noch einmal zu wiederholen, oder dem Arbeitnehmer eine höhere Vergütung zuzusprechen. Der Gesetzgeber gab jedoch einer Regelung den Vorzug, die davon ausgeht, dass das Dauerarbeitsverhältnis das übliche Arbeitsverhältnis sein soll, und dass in der Fortsetzung des Arbeitsverhältnisses beide Parteien zum Ausdruck bringen, dass sie das Arbeitsverhältnis ohne neuerliche Befristung fortsetzen wollen.
Der Eintritt eines Dauerarbeitsverhältnisses wird aber von mehreren Voraussetzungen abhängig gemacht:
- Zunächst darf zwischen den Parteien keine anderweitige Abmachung getroffen sein. Das bisherige Arbeitsverhältnis setzt sich nicht fort, wenn geänderte Arbeitsbedingungen vereinbart wurden oder ein erneuter befristeter Arbeitsvertrag mit einem anderen oder dem gleichen Befristungsgrund.
- Der Arbeitnehmer muss seine Arbeitsleistung im Wissen und Wollen fortsetzen, den bisherigen Arbeitsvertrag zu erfüllen. Dies ist nicht der Fall, wenn er einen Vertrag mit einem Dritten schließt, etwa mit einem Arbeitverleiher oder einem Unternehmer, der nach einer sonstigen Vertragsgestaltung Personal bei Dritten einsetzt (Drittbezogener Personaleinsatz).[111]
- Es muss sich um die Fortsetzung eines Arbeitsverhältnisses handeln. Eine Tätigkeit, die typischerweise von freien Mitarbeitern erbracht wird, bringt nicht den Willen zur Fortsetzung eines Arbeitsverhältnisses zum Ausdruck, insbesondere dann, wenn sie zwischen den Parteien schon einmal ausdrücklich als freie Mitarbeit vereinbart war.
- Die Fortsetzung muss unmittelbar im Anschluss an den befristeten Arbeitsvertrag erfolgen. Eine Wiederaufnahme der Arbeit elf Tage nach Beendigung des befristeten Arbeitsvertrages genügt nicht.
- Die vertraglich geschuldete Arbeit muss tatsächlich ausgeführt werden; ein bloßes Erscheinen am Arbeitsplatz verbunden mit dem Angebot der Arbeitskraft genügt nicht.[112]
- Die Arbeitsleistung muss mit Wissen des Arbeitgebers fortgeführt worden sein. Bei nicht inhabergeführten Betrieben muss ein Repräsentant des Arbeitgebers mit Arbeitsrechtsbefugnis von der Weiterarbeit gewusst haben. Dies sind in der Regel die zuständigen Vorstandsmitglieder und Geschäftsführer.
  - Repräsentant des Arbeitgebers mit Arbeitsrechtsbefugnis ist aber auch:
    - der Verwaltungsdirektor des Kommunalverbandes Ruhrgebiet,[113]
    - der Rektor und der Kanzler einer Hochschule und ausdrücklich bevollmächtigte Mitarbeiter der Verwaltungsdezernate, nicht aber Dekane, Lehrstuhlinhaber, und Direktoren von Universitätsinstituten,[112]
    - der Leiter der Schulbehörde und die von ihm ausdrücklich bevollmächtigten Verwaltungsmitarbeiter, nicht der Rektor einer Schule.[114]
- Der Arbeitgeber darf der Weiterarbeit nicht rechtzeitig widersprochen haben.
  - Ein Widerspruch liegt vor, wenn der Arbeitgeber erklärt, dass die Weiterarbeit nicht entgegennehmen werde und dass er die Verlängerung des Arbeitsverhältnisses nicht eintreten lassen wolle.
  - Für den Widerspruch ist keine bestimmte Form vorgesehen, er kann auch mündlich erklärt werden oder in einem tatsächlichen Verhalten zum Ausdruck kommen. Er kann insbesondere dadurch erklärt werden, dass der Arbeitgeber dem Arbeitnehmer einen neuen befristeten Vertrag anbietet.[112]
  - „Allerdings liefe ein schon im Arbeitsvertrag erklärter Widerspruch der einseitig zwingenden Wirkung des § 22 Abs. 1 TzBfG zuwider. Die in § 15 Abs. 5 TzBfG angeordnete Rechtsfolge des Eintritts der Fiktion würde vollständig abbedungen. Auf die durch eine etwaige Weiterarbeit eintretende Rechtsfolge kann nicht von vornherein verzichtet werden. Um eine Umgehung von (§ 22 Abs. 1 TzBfG) auszuschließen, ist ein zeitlicher Zusammenhang mit dem vereinbarten Ende der Vertragslaufzeit erforderlich (...). Ein solcher Zusammenhang ist anzunehmen, wenn der Widerspruch zu einem Zeitpunkt erklärt wird, in dem bereits ein Rechtsstreit über die Wirksamkeit der Befristung anhängig ist und der Arbeitgeber sich gegen die Klage verteidigt.“[115]
  - Der Widerspruch muss unverzüglich erfolgen. Die Widerspruchsfrist beginnt mit der Kenntnis des Arbeitgebers oder seines Repräsentanten von der Weiterarbeit des Arbeitnehmers über die Vertragslaufzeit hinaus. Wenn der Repräsentant die Arbeitsleistung in der irrigen Annahme annimmt, dass der Vertrag noch laufe, ändert sich durch diesen Irrtum am Fristbeginn nichts. Allerdings steht dem Arbeitgeber noch ein Zeitraum zur Einholung von Rechtsrat und zur Entschlussfassung zur Verfügung. Dieser Zeitraum beträgt aber nicht 18 Tage und mehr.[113] Auch der Widerspruch zwei Wochen nach Beginn der tatsächlichen Weiterarbeit ist zu spät.[114]
- Eine Feststellungsklage auf Bestehen eines Arbeitsverhältnisses ist nicht an eine Drei-Wochenfrist gebunden, wenn ihm ein kalendermäßig befristetes Arbeitsverhältnis vorausgeht.[113]

## Vorzeitige Beendigung des befristeten Arbeitsverhältnisses
Ein befristetes Arbeitsverhältnis kann während seiner Laufzeit nicht gekündigt werden, es sei denn, dass das Kündigungsverbot einzelvertraglich oder tarifvertraglich aufgehoben wurde (§ 15 Abs. 3 TzBfG). Wird das Arbeitsverhältnis entgegen dem Kündigungsverbot zu Unrecht gekündigt, muss dennoch die Klagefrist von drei Wochen eingehalten werden.
Darüber hinaus gibt es für Arbeitnehmer folgende Möglichkeiten das befristete Arbeitsverhältnis vorzeitig zu beenden:
- Arbeitsverträge, deren Befristung für die Lebenszeit einer Person oder für längere Zeit als fünf Jahre abgeschlossen wurden, können vom Arbeitnehmer nach Ablauf von fünf Jahren mit einer Kündigungsfrist von 6 Monaten gekündigt werden (§ 15 Absatz 4 TzBfG).
- Der Arbeitnehmer kann aus wichtigem Grund außerordentlich kündigen (§ 626 Absatz 1 BGB).
- Ist die Befristung wegen des Mangels der Schriftform unwirksam, kann der Arbeitsvertrag auch vor dem vereinbarten Ende ordentlich gekündigt werden (§ 16 Satz 2 TzBfG).

## Der Entfristungsprozess

### Klagefrist
Will ein Arbeitnehmer geltend machen, dass die Befristung eines Arbeitsvertrages rechtsunwirksam ist, so muss er innerhalb von drei Wochen nach dem vereinbarten Ende des befristeten Vertrages Entfristungs-Klage beim Arbeitsgericht auf Feststellung erheben, dass das Arbeitsverhältnis auf Grund der Befristung nicht beendet ist (§ 17 TzBfG). Hält der Arbeitnehmer die Frist nicht ein, so hat das Arbeitsgericht auf seinen Antrag hin die Klage nur nachträglich zuzulassen, wenn er trotz aller ihm zuzumutenden Sorgfalt verhindert war, die Klage zu erheben. Dieser Antrag ist nur innerhalb von zwei Wochen nach Behebung des Hindernisses zulässig (§ 17 TzBfG i. V. m. § 5 KSchG). Ansonsten wird die Klage abgewiesen.

### Umfang der Klage
Enthält die Klage nur den Antrag auf Entfristung des Arbeitsverhältnisses, so ist nicht auch über einen möglichen Anspruch auf Abschluss eines Arbeitsvertrages z. B. aufgrund einer Zusage mit zu entscheiden. Ist die Klage nur auf Feststellung der Unwirksamkeit einer Kündigung gerichtet, so umfasst sie nicht auch die Entfristung des gekündigten Vertrages. Mehrere formulierte Klagebegehren können aber miteinander verbunden werden.

### Weiterbeschäftigungsanspruch während des Prozesses
Wird im Instanzenzug festgestellt, dass eine Befristung unwirksam ist, so hat der Arbeitnehmer einen Weiterbeschäftigungsanspruch bis zur Rechtskraft des Urteils, wenn er eine Verurteilung dieses Inhalts beantragt. Die Prozessbeschäftigung ist eine verfassungsrechtlich erzwungene Weiterbeschäftigung. Der Arbeitnehmer hat nur Anspruch auf Wertersatz der von ihm geleisteten Arbeit, der dem ortsüblichen Entgelt entspricht, das ein Tariflohn sein kann. Es besteht kein Anspruch auf Urlaub, Urlaubsgeld, Weihnachtsgratifikation und Entgeltfortzahlung im Krankheitsfalle. Auch vor Feststellung der Unwirksamkeit der Befristung kann eine Weiterbeschäftigung auf vertraglicher Grundlage erfolgen. Die Weiterbeschäftigung stellt einen Sachgrund für eine Befristung dar. Die Befristung ist aber nur zulässig, wenn sie schriftlich vereinbart wurde.

### Beendigung des Entfristungsprozesses
Wenn die Befristung unzulässig ist, rechtzeitig angegriffen wurde und deswegen unwirksam ist, wird durch Urteil festgestellt, dass das Arbeitsverhältnis durch die Befristung nicht beendet ist. Die unterlegene Partei hat die Möglichkeit, Berufung beim Landesarbeitsgericht einzulegen.
Wenn die Befristung zulässig ist und wirksam ist, wird die Klage abgewiesen. Die unterlegene Partei hat die Möglichkeit, Berufung beim Landesarbeitsgericht einzulegen.

### Beendigung des Entfristungsprozesses durch Vergleich
Durch Vergleich kann der Entfristungsprozess ebenfalls beendet werden. Verbreitet ist die befristete Weiterbeschäftigung oder die Anerkennung der Beendigung des Arbeitsverhältnisses gegen Zahlung einer Geldsumme. Die in einem Vergleich vereinbarte befristete Weiterbeschäftigung ist als besonderer Sachgrund anerkannt und bedarf keiner zusätzlichen Rechtfertigung, z. B. einen nur vorübergehenden Bedarf. Der Vergleich unterliegt keiner weiteren Befristungskontrolle mehr. Eine erneute Klage wäre zulässig, aber nicht begründet.

### Beendigung des Entfristungsprozesses gegen Abfindung
Nicht nur das Dauerarbeitsverhältnis, auch das befristete Arbeitsverhältnis kann gegen Zahlung einer Abfindung für den Verlust des Arbeitsplatzes, einer Entlassungsentschädigung, beendet werden.
Die Entlassungsentschädigung unterliegt nicht den Sozialabgaben für Krankenversicherung, Rentenversicherung, Arbeitslosenversicherung und Pflegeversicherung, weil diese nur aus dem Entgelt für geleistete Arbeit zu bezahlen sind, und nicht für den Ausgleich des Verlusts einer zukünftigen Erwerbsaussicht. Rückständige Lohnanteile unterliegen den Sozialabgaben.
Die Entlassungsentschädigung unterliegt aber der Einkommensteuer. Freibeträge und ermäßigte Steuersätze sind nicht vorgesehen. Die Progressionswirkung, die durch die mögliche Zusammenballung von Einkünften durch eine Einmalzahlung entstehen kann, wird durch die Fünfteilungsregelung abgemildert (§ 34a Abs. 1 Satz 2 EStG).

### Abmilderung der Steuerprogression bei Abfindungen
Die Abmilderung gilt nur für die Entlassungsentschädigung und nicht für Lohnanteile, die im Vergleich mitvereinbart wurden.
Eine Zusammenballung der Einkünfte liegt vor, wenn es im Veranlagungszeitraum des Zuflusses der Entlassungsentschädigung insgesamt zu einer über die normalen Verhältnisse hinausgehenden Zusammenballung von Einkünften kommt. Keine Abmilderung gibt es für Abfindungen, die nicht über den entgangenen und nach Vertragslage zu erwartenden Gewinn hinausgehen.
Die Zusammenballung ist nicht mehr gegeben, wenn sich eine Entschädigungszahlung auf zwei oder mehrere Veranlagungszeiträume verteilt.
Vereinbarungswidrig zu spät ausgezahlte Entlassungsentschädigungen können auf Antrag auf das vereinbarte Jahr des Zuflusses zurückbezogen werden, und der schon bestandskräftige Steuerbescheid für das Zuflussjahr kann geändert werden (§ 175 Abs. 1 Satz 1 Nr. 2 AO).
Muss eine überzahlte Entlassungsentschädigung zurückbezahlt werden, so ist die Rückzahlung die Korrektur einer Einmalzahlung, wenn der Steuerbescheid noch nicht bestandskräftig geworden ist. Ist der Steuerbescheid schon bestandskräftig, so ist er auf Antrag zu ändern (§ 175 Abs. 1 Satz 1 Nr. 2 AO). Die Einkommensteuer wird nach der Fünfteilungsregelung wie folgt angesetzt:
```
Der Empfänger einer Abfindung erhält monatlich 2.500 € brutto. Im Juli nimmt er seine Entfristungsklage zurück und erhält eine Abfindung von drei Monatsgehältern. Ab Juli erhält er von seinem neuen Arbeitgeber nur noch ein Bruttomonatsgehalt von 2.000 €. Es ist nach folgendem Muster zu rechnen:
```

```
Das normale Einkommen beträgt: 7 × 2.500 € =          17.500 €
                               5 × 2.000 € =          10.000 €
Bruttojahreslohn=                                     27.500 €      Einkommensteuer hieraus 5.025 €
```

```
Die Abfindung beträgt:         3 × 2.500 € =           7.500 €
Ein Fünftel hieraus sind:                              1.500 €
+ Bruttojahreslohn                                    27.500 €
Bemessungsgrundlage                                   29.000 €      Einkommensteuer hieraus 5.491 €
```

```
Die Differenz beträgt                                                                         466
 
€
Für drei Bruttomonatsgehälter fällt an der dreifache Differenzbetrag 3 × 466
 
€              1.398 €
Einkommensteuer fällt an mit insgesamt      5.025 € + 1.398 €  =                              6.433 €
```

```
Es wären zu versteuern gewesen bei unmittelbarer Addition
von Bruttojahreslohn 27.500 € + Abfindung 7.500 € = 35.000 €, Einkommensteuer hieraus        7.458 €
so dass durch die Fünfteilungsmethode eine Abmilderung der Progression entsteht von         1.025 €
```

Die Fünfteilungsmethode ist auch im Lohnsteuerabzugsverfahren zu berücksichtigen; der Arbeitgeber hat den voraussichtlichen Jahresarbeitslohn ohne die Entlassungsentschädigung festzustellen. Wenn dieser Ansatz unterbleibt, wird er bei der Einkommensbesteuerung auf Antrag nachgeholt werden.
Wie Einkommen ist auch Arbeitslosengeld bei der Steuerberechnung steuersatzerhöhend zu berücksichtigen.

## Besondere Gruppen von Beschäftigten

### Arbeitnehmer des öffentlichen Dienstes

#### Befristung
Für Arbeitnehmer des Bundes und der Kommunen gelten im Tarifgebiet West für hergebrachte Angestelltenpositionen Sonderregelungen, ebenso in den Bundesländern Baden-Württemberg, Bayern, Bremen, Hamburg, Niedersachsen, Nordrhein-Westfalen, Rheinland-Pfalz, Saarland und Schleswig-Holstein. Die Sonderregelungen gelten nicht für Arbeiter wie Kraftfahrer, Kfz-Handwerker,  Fluggastkontrolleure, Fernmeldemechaniker und Waldarbeiter.
Sachgrundbefristungen über fünf Jahre sind unzulässig. Der Arbeitsvertrag ist wirksam, aber die Befristung ist unwirksam.
Sachgrundlose Befristungen sind zwingend und unmittelbar auf mindestens sechs Monate befristet, auch wenn im Arbeitsvertrag ein geringerer Zeitraum angegeben ist. Der Vertrag soll 12 Monate nicht unterschreiten. Bei Arbeitsverträgen ohne sachlichen Grund gelten die ersten sechs Wochen und bei Befristungen mit sachlichem Grund die ersten sechs Monate als Probezeit.

#### Auflösende Bedingung bei Erwerbsminderung
Die Tarifverträge der öffentlichen Arbeitgeber sehen vielfach eine auflösende Bedingung für den Fall des Bezugs einer Erwerbsminderungsrente vor. Trotz der einschränkenden Auslegung durch das BAG werden in der Praxis vom Arbeitnehmer die einzuhaltende Frist und Form oft nicht gewahrt.
Eine aktuelle einschlägige Entscheidung ist BAG, Urteil vom 23. Juli 2014 - 7 AZR 771/12 - NZA 2014, 1341. In Änderung seiner bisherigen Rechtsprechung beginnt danach die zumeist einzuhaltende Frist nicht mehr mit dem Zugang des Rentenbescheides, sondern erst „mit dem Zugang der daran anknüpfenden Mitteilung des Arbeitgebers, das Arbeitsverhältnis ende aufgrund des Rentenbescheids“.

### Arbeitnehmer des öffentlichen Dienstes in einzelnen Bundesländern
In Baden-Württemberg, Brandenburg und seit Mitte 2011 auch in Nordrhein-Westfalen unterliegt die Befristung eines Arbeitsverhältnisses aufgrund des jeweiligen Landespersonalvertretungsgesetzes der Beteiligung des Personalrats. Dies bedeutet, dass die Zustimmung zur begehrten Maßnahme erforderlich ist. Erfolgt die Befristung des Arbeitsverhältnisses ohne Zustimmung des Personalrats, so ist der Arbeitsvertrag zwar wirksam, die Befristung aber unwirksam. Es entsteht ein Dauerarbeitsverhältnis. Eine nachträgliche Zustimmung des Personalrats heilt die Unwirksamkeit nicht. Wenn eine sachgrundlose Befristung oder eine Befristung mit einem bestimmten Sachgrund scheitert, so kann sich der Arbeitgeber im nachfolgenden Entfristungsprozess nicht auf einen zulässigen Sachgrund berufen, weil zu diesem Sachgrund die Zustimmung des Personalrats nicht erteilt ist. Die Zustimmung nur zur Befristung genügt nicht.
Die Regelung gilt nicht für die Bundesbehörden in den genannten Ländern, und sie gilt auch nicht in anderen Bundesländern. Die Regelung ist verfassungskonform und stand derzeit ihres In-Kraft-Tretens nicht im Widerspruch zum Bundesrecht. Nach In-Kraft-Treten des TzBefrG könnte jedoch keine Zuständigkeit des Landes mehr bestehen, weil der Bund das Recht der Befristung jetzt umfassend gesetzlich geregelt hat.

### Wissenschaftliches und künstlerisches Personal
Mit dem Wissenschaftszeitvertragsgesetz wird die Befristungsrichtlinie 1990/70/EG vom 28. Juni 1990 für den Wissenschaftsbereich umgesetzt.
Wissenschaftliches und künstlerisches Personal mit akademischer Ausbildung kann bis zu sechs Jahren befristet beschäftigt werden. Darunter fallen auch Ärzte. Nach einer Promotion ist ungeachtet einzelner Ausnahmeregelungen nochmals eine Befristung von bis zu sechs Jahren zulässig, in der Medizin von neun Jahren. Die Zulässigkeit dieser sog. Qualifikations-Befristung hängt, auch im Einklang mit dem Recht der Europäischen Union, weiterhin davon ab, dass der oder die Beschäftigte im Rahmen der übertragenen Aufgaben auch der eigenen wissenschaftlichen (Weiter)Qualifizierung widmen kann. Dabei muss nicht zwingend eine Möglichkeit zur Promotion oder Habilitation eingeräumt werden, um durch eine eigenständige Forschungsleistung den Wissensstand der jeweiligen Disziplin bzw. des jeweiligen Forschungsfeldes zu erweitern. Die befristete Beschäftigung des wissenschaftlichen und künstlerischen Personals bezweckt die Qualifizierung des wissenschaftlichen und künstlerischen Nachwuchses sowie die Sicherung der Innovation in Forschung und Lehre. Eine Befristung kann somit auch für die Beschäftigung von wissenschaftlichen Hilfskräften gewählt werden, insofern deren Tätigkeiten in Zusammenhang mit der Gewinnung neuer Erkenntnisse stehen. Implizit ausgenommen von der Befristung sind damit Beschäftigte mit (überwiegend) Daueraufgaben, z. B. mit einem Aufgabenzuschnitt einer Lehrkraft für besondere Aufgaben bzw. eines Lektors, denn diese Beschäftigten sind nicht wissenschaftlich im Sinne der Forschung tätig, sondern vermitteln den aktuellen Stand des Wissens sowie praktische Kenntnisse und Fähigkeiten. Weiters gilt die Qualifikations-Befristung nicht für Hochschullehrerinnen und -lehrer, deren Verträge nach dem TzBefrG befristet werden können, also auch nicht für Juniorprofessoren. Soweit für diese Personengruppe befristete Beschäftigungsverhältnisse überhaupt eingerichtet werden, stützt sich deren Befristung meist auf entsprechende spezialgesetzliche Rechtsgrundlagen in den Hochschulgesetzen der Länder.
Neben der Qualifikations-Befristung gibt das Wissenschaftszeitvertragsgesetz (WissZeitVG) auch die Möglichkeit der sog. Drittmittelbefristung, wenn
- die Beschäftigung überwiegend aus Mitteln Dritter finanziert wird und
- die Finanzierung für eine bestimmte Aufgabe und Zeitdauer bewilligt ist und
- die Aufgabe keine Daueraufgabe der beschäftigenden Einrichtung ist,[67] und
- der Mitarbeiter überwiegend der Zweckbestimmung dieser Mittel entsprechend beschäftigt wird.

Diese Sachgrundbefristung gilt auch für nichtwissenschaftliches und nichtkünstlerisches (sog. akzessorisches) Personal.
Die Befristung kann nur auf das Wissenschaftszeitvertragsgesetz gestützt werden, wenn im Arbeitsvertrag angegeben ist, dass sie auf diesem Gesetz beruht. Es besteht ein Zitiergebot.
Das Wissenschaftszeitvertragsgesetz enthält auch familienfreundliche Komponenten, wobei sich die Zulässigkeitsdauer bei Betreuung eines oder mehrerer Kinder unter 18 Jahren um zwei Jahre je Kind verlängert.
Einen Rechtsanspruch auf eine Verlängerung ihrer befristeten Arbeitsverträge (nicht nur eine Verlängerung der Höchstbefristungsdauer) wegen Mutterschutz oder Elternzeit haben zwar wissenschaftliche Mitarbeiter in der sog. Qualifikations-Befristung. Hier verlängert sich das befristete Beschäftigungsverhältnis „mit Einverständnis der Beschäftigten“. Es genügt daher eine entsprechende Nachricht an den Arbeitgeber. Dies gilt aber nicht für wissenschaftliche Mitarbeiter mit Zeitverträgen aus Drittmitteln. Es besteht bei letzteren seitens der Eltern kein allgemeiner Rechtsanspruch auf eine Verlängerung eines Zeitvertrages als wissenschaftlicher Mitarbeiter aus Gründen der Kinderbetreuung. Von verschiedenen Seiten, u. a. von der Gewerkschaft Erziehung und Wissenschaft (GEW), wird daher eine verbindliche Ausgestaltung der familienpolitischen Komponente gefordert.
Das Wissenschaftszeitvertragsgesetz gilt auch für staatlich anerkannte Privathochschulen und die ca. 750 im Bundesbericht Forschung 2006 beschriebenen Forschungseinrichtungen.
Es gilt auch für Ärzte in der Weiterbildung im Bereich der Hochschulen und Forschungseinrichtungen; das Gesetz über befristete Arbeitsverträge mit Ärzten in der Weiterbildung gilt nicht. An Hochschulen der Länder soll der erste befristete Arbeitsvertrag nicht kürzer als zwei Jahre befristet sein, der zweite Vertrag soll die Mindestweiterbildungszeit ausschöpfen. Der EuGH hat noch nicht geklärt, wieweit das Wissenschaftszeitvertragsgesetz mit der Europäischen Befristungsrichtlinie vereinbar ist. Dagegen hält das Bundesarbeitsgericht das Wissenschaftszeitvertragsgesetz in seiner ständigen Rechtsprechung für verfassungs- und europarechtkonform.

### Ärzte in der Weiterbildung
Nach dem Gesetz über befristete Arbeitsverträge mit Ärzten in der Weiterbildung kann ein Arbeitsvertrag auf die notwendige Zeit für den Erwerb der Anerkennung als Facharzt oder den Erwerb einer Zusatzbezeichnung, aber höchstens auf die Dauer von acht Jahren geschlossen werden.
Für Qualifikationen, die erst im Anschluss an die Facharztausbildung erworben werden können, kann ein weiterer befristeter Arbeitsvertrag geschlossen werden, und zwar über den für den Erwerb berufsrechtlich vorgeschriebenen Zeitraum.
Während Befristungshöchstzeiten in sonstigen Fällen nicht ausgeschöpft werden müssen, ist dies bei Ärzten in der Weiterbildung der Fall: Die erste Befristung darf den Zeitraum nicht unterschreiten, für den der weiterbildende Arzt die Weiterbildungsbefugnis besitzt. Die Beschäftigung des Arztes darf während der Weiterbildungsbefugnis nicht gestückelt werden. Ein Verstoß gegen diese Vorschrift führt nicht zu einer Verlängerung der Vertragsdauer, sondern zu einem unbefristeten Arbeitsvertrag. Nach dem ersten, die Weiterbildungsbefugnis ausschöpfenden befristeten Vertrag kann ein weiterer, die Weiterbildungsbefugnis unterschreitender Vertrag geschlossen werden, wenn angenommen werden durfte, dass die Weiterbildung in der vereinbarten Vertragslaufzeit beendet werden kann. Die Höchstzulässigkeitsdauer von acht Jahren darf aber nicht überschritten werden, sonst ist die Befristung unwirksam.
Arbeitsverträge mit Ärzten in der Weiterbildung können nicht sachgrundlos befristet werden, denn die Dauer der sachgrundlosen Befristung beträgt höchstens zwei Jahre. Nach Abschluss der Weiterbildung sind Sachgrundbefristungen möglich.
Das Gesetz gilt nicht für Zahnärzte und Tierärzte. Es gilt nicht auch nicht für Ärzte in der Weiterbildung an Hochschulen und Forschungseinrichtungen; für sie gilt das Wissenschaftszeitvertragsgesetz.

### Programmgestaltende Mitarbeiter in Rundfunk und Fernsehen
Dem Wunsch des Publikums nach Abwechslung entspricht das Gebot der Vielfalt für die Sender, das eine wesentliche Eigenart der Gestaltung von Hörfunk- und Fernsehprogrammen ist. Die Freiheit der Berichterstattung durch Rundfunk und Film ist verfassungsrechtlich gewährleistet. Kunst und Wissenschaft sind frei (Art. 5 Abs. 1 Satz 2 und Abs. 2 Satz 1 GG). Dies gilt auch für Privatsender und Produzenten von gesamten Programmteilen für Fernsehsender, auch für eingeschobene Fensterprogramme. Anerkannt ist, dass veränderte Berichtsgegenstände, Programmtechniken, Wettbewerbslagen und Publikumsbedürfnisse die Veränderung von Programmstrukturen erforderlich machen, und dass im Regelfall nicht zu erwarten ist, dass die in der Vergangenheit für die Programmgestaltung verantwortlichen Mitarbeiter ausreichend geeignet sind, auch in den geänderten Programmstrukturen tätig zu werden. Die Eigenart der Tätigkeit programmgestaltender Arbeitnehmer kann deshalb die Befristung des Arbeitsverhältnisses rechtfertigen (§ 14 Abs. 1 Satz 2 Nr. 4 TzBfG). Die anderen Befristungsgründe wie die Vertretungsbefristung oder die Projektbefristung sind daneben ebenso wenig ausgeschlossen wie die sachgrundlose Befristung.
Teilweise leichter ist die Trennung von freien Mitarbeitern. Ob ein Mitarbeiter Arbeitnehmer oder freier Mitarbeiter ist, hängt nicht nur von der Aufgabenstellung ab, sondern von der Organisationsform im Funkhaus und von der individuellen Vertragsgestaltung. Ein Nachrichtensprecher kann als freier Mitarbeiter beschäftigt werden, und als Arbeitnehmer. Kein Arbeitnehmer ist ein weisungsungebundener journalistischer Rechercheur für interessante Lebensgeschichten, auch wenn er nach einem bestimmten Muster vorgehen muss.

#### Programmgestaltende Mitarbeiter als Arbeitnehmer
Über die Art des Beschäftigungsverhältnisses entscheidet auch bei programmgestaltenden Mitarbeitern das bürgerliche Recht. Die Inanspruchnahme der Rundfunkfreiheit führt nicht dazu, dass jedes Vertragsverhältnis mit einem programmgestaltenden Mitarbeiter wie ein freies Mitarbeitsverhältnis behandelt werden muss. Befristete Arbeitsverhältnisse sind nicht generell ungeeignet, Aktualität und Flexibilität der Berichterstattung
in tatsächlicher und rechtlicher Hinsicht zu sichern. Die Frage der Eignung von befristeten Arbeitsverhältnissen kann nicht abstrakt, sondern nur anhand der konkreten publizistischen Aufgabe des jeweiligen Mitarbeiters beantwortet werden. Bei einer redaktionellen Tätigkeit, die sich auf mehrere Sendungen oder Sendereihen bezieht, kann auch ein befristetes Arbeitsverhältnis dem Bedürfnis nach Personalwechsel gerecht werden.
Arbeitnehmer ist, wer persönlich abhängig ist und zu weisungsgebundener Arbeit verpflichtet ist, und nicht mehr im Wesentlichen frei seine Tätigkeit gestalten und seine Arbeitszeit bestimmen kann. Ein redaktioneller Mitarbeiter einer abendlichen Nachrichtensendung, der den Dienst um 14:00 antreten muss, ist Arbeitnehmer. Sein befristetes Arbeitsverhältnis unterliegt der Befristungskontrolle.

#### Keine Rundfunkbefristung für sonstige Mitarbeiter
Die Eigenart der Arbeitsleistung rechtfertigt nur die Befristung des Arbeitsverhältnisses von programmgestaltenden Mitarbeitern. Programmgestaltend sind nur solche, die typischerweise ihre eigene Auffassung zu politischen, wirtschaftlichen künstlerischen oder anderen Sachfragen ihre Fachkenntnisse und Informationen oder ihre individuelle künstlerische Befähigung und Aussagekraft in die Sendung einbringen. Das ist insbesondere bei Redakteuren, Regisseuren, Moderatoren, Kommentatoren, Wissenschaftlern und Künstlern der Fall.
Redakteure handeln typischerweise programmgestaltend, da sie durch die Auswahl der zu beschaffenden Beiträge und durch das Verfassen eigener Beiträge unmittelbaren Einfluss auf die inhaltliche Gestaltung des Programms nehmen. Auch ein Kameramann arbeitet programmgestaltend, wenn er durch die Auswahl der Bilder und der Motive zum Programm beiträgt.
Nicht zu den programmgestaltenden Mitarbeitern gehören das betriebstechnische und das Verwaltungspersonal und diejenigen, die zwar bei der Verwirklichung des Programms mitwirken, aber keinen Einfluss darauf haben. Zu den nicht programmgestaltenden Tätigkeiten können auch, je nach den Umständen des Einzelfalles reine Sprecherleistungen gehören.
Die Arbeitsverhältnisse dieser Mitarbeiter können nur nach den allgemeinen Befristungsregeln und nicht zur Gewährleistung der Rundfunkfreiheit befristet werden, denn die Rundfunkfreiheit umfasst nicht das allgemeine Interesse des Betreibers an Kosteneinsparungen und Verringerung der Beendigungskosten von Arbeitsverhältnissen.

#### Abwägung von Rundfunkfreiheit gegen Interesse an einer Dauerbeschäftigung
Die Befristung des Arbeitsverhältnisses mit einem programmgestaltenden Mitarbeiter ist aber erst wirksam, wenn Rundfunkfreiheit und das Recht des Arbeitnehmers auf das als üblich anerkannte Dauerarbeitsverhältnis
im konkreten Einzelfall gegeneinander abgewogen sind. Bei der Abwägung ist zu berücksichtigen, mit welcher Intensität der betroffene Arbeitnehmer auf das Programm der Rundfunk- oder Fernsehanstalt Einfluss nehmen kann, und wie groß die Gefahr ist, dass die Rundfunkanstalt nicht mehr den Erfordernissen eines vielfältigen Programms und den sich ändernden Informationsbedürfnissen und Publikumsinteressen gerecht werden kann, wenn sie den Arbeitnehmer auf Dauer beschäftigen muss. Die Befristung ist gerechtfertigt, wenn sie erforderlich ist, damit der Rundfunkbetreiber frei über die Einstellung, Auswahl und Beschäftigung seiner programmgestaltenden Mitarbeiter bestimmen kann. Eine langanhaltende Beschäftigung kann aber ein Indiz dafür sein, dass kein programmbedingtes Bedürfnis nach einem personellen Wechsel besteht.

### Bühnenmitglieder

#### Zulässigkeit
Für Bühnenbefristungen gilt die EU-Befristungsrichtlinie, das TzBfG und als Tarifvertrag der Normalvertrag Bühne vom 1. Januar 2003. Befristete Arbeitsverträge sind zulässig, weil die Bühnen auf das Abwechslungsbedürfnis des Publikums mit einem vielfältigen Programm reagieren müssen. Diese Vielfalt benötigt stets wechselndes Personal, das den jeweiligen Anforderungen gerecht wird. Hierunter fallen Künstler, Schauspieler, Sänger, Tänzer und Kapellmeister, Choreographen, Dramaturgen und Chefmaskenbildner; Musiker jedoch nur, soweit sie nicht in Kulturorchestern wie Opern und Konzerthäusern beschäftigt sind.

#### Befristungsmöglichkeit im Einzelfall
- Tanzgruppenmitglieder

Nach Auffassung des Bundesarbeitsgerichts ist auch die Befristung eines Arbeitsverhältnisses mit einem Tanzgruppenmitglied uneingeschränkt zulässig, weil das individuelle Erscheinungsbild und die tänzerische Ausdruckskraft jedes einzelnen Mitglieds für den Gesamteindruck der Tanzgruppe entscheidend sind.
Dies ist allerdings umstritten, weil ein Mitglied einer Tanzgruppe nicht demselben Abwechslungsbedürfnis unterliegt wie ein Solist oder der Leiter einer Tanzgruppe.
- Chorsänger

Der Chorsänger unterliegt nicht demselben Abwechslungsbedürfnis wie ein Solist. Das Arbeitsverhältnis kann deshalb nur beendet werden, wenn ein konkreter künstlerischer Belang gegen ein weiteres Engagement spricht.
- Bühnentechniker

Das Arbeitsverhältnis eines Bühnentechnikers kann nur befristet werden, wenn seine Tätigkeit in das künstlerische Konzept hineinwirkt, er die künstlerischen Vorstellungen des Intendanten verwirklicht und die Tätigkeit dem Abwechslungsbedürfnis des Publikums unterliegt.
- Gewerbliche Arbeitnehmer

Der Sachgrund Bühnenbefristung trifft auf gewerbliche Arbeitnehmer grundsätzlich nicht mehr zu, denn ihre Tätigkeit unterliegt nicht dem Abwechslungsbedürfnis des Publikums. Der vorübergehende Mehrbedarf kann allerdings auf einen allgemein gesetzlich anerkannten Befristungsgrund gestützt werden, wenn z. B. der Bedarf nur saisonal besteht wie bei einem Freilichttheater. Vor Inkrafttreten der Befristungsrichtlinie und des TzBfG wurde sogar für Garderobieren und Platzanweiser der traditionelle Bühnenbrauch als besonderer Sachgrund für eine Befristung anerkannt.

#### Dauer des Vertrags

##### Nichtverlängerungsmitteilung
Bühnenarbeitsverträge werden regelmäßig für eine Spielzeit geschlossen. Die Spielzeit beginnt am 1. August und endet am 31. Juli des Folgejahres. Ein mindestens für eine Spielzeit abgeschlossener Vertrag verlängert sich zu den gleichen Bedingungen. Er endet am 31. Juli des folgenden Jahres, wenn eine Vertragspartei der anderen spätestens bis zum 31. Oktober – also wenigstens neun Monate vorher- schriftlich mitteilt, dass sie nicht beabsichtigt, das Arbeitsverhältnis fortzusetzen (Nichtverlängerungsmitteilung).
Diese Regelung gilt für Solomitglieder, für Bühnentechniker, und für Tanzgruppenmitglieder.
Nach Ablauf des ersten Quartals der laufenden Spielzeit steht fest, ob sich der Vertrag um eine weitere Spielzeit verlängert oder nicht. Die Nichtverlängerungsmitteilung hat nur die ähnliche Auswirkung wie eine Kündigung, ist aber keine, weil der Arbeitsvertrag durch den zuvor vereinbarten Fristablauf endet. Sie kann deswegen auch während einer Schwangerschaft ausgesprochen werden. Soll die Nichtverlängerung nach der siebten vollen Spielzeit ausgesprochen werden, so muss sie dem Bühnenmitglied bis zum 31. Juli schriftlich zugehen. Soll die Nichtverlängerung nach der vierzehnten vollen Spielzeit ausgesprochen werden, so kann der Arbeitgeber die Nichtverlängerungsmitteilung nur aussprechen, um das Arbeitsverhältnis unter anderen Vertragsbedingungen fortzusetzen.

##### Anhörung vor Nichtverlängerungsmitteilung
Der Arbeitgeber hat das Bühnenmitglied anzuhören, bevor er eine Nichtverlängerungsmitteilung ausspricht. Unterlässt es der Arbeitgeber, das Bühnenmitglied rechtzeitig anzuhören, so ist die Nichtverlängerungsmitteilung unwirksam.
Die Anhörung ihrerseits ist nur wirksam, wenn der Arbeitgeber dem Arbeitnehmer zunächst darlegt, welche Gründe für sich für die beabsichtigte Nichtverlängerung maßgeblich sind. Dem Arbeitnehmer muss daraufhin Gelegenheit gegeben werden, darzulegen, warum er den geforderten künstlerischen Anforderungen gewachsen ist oder warum die Nichtverlängerung eine soziale Härte für ihn ist und wie diese gemildert werden kann. Eine Anhörung ist kein eingliedriger Vorgang, sondern ein mehrgliedriger, der dem jeweiligen Ansprechpartner mehr als ein „Ja“ oder „Nein“ ermöglicht, nämlich eine substantiierte Antwort.
Der Arbeitgeber hat die Gründe für die Nichtverlängerungsmitteilung dann konkret und nachvollziehbar dargelegt, wenn z. B. ein Tänzer in der Lage ist, darzustellen, dass er den Anforderungen gerecht wird, die der neue Ballettdirektor an die Mitglieder der Tanzgruppe stellt.
Es reicht nicht aus, dem Bühnenmitglied nur mitzuteilen, dass der Intendant in Fragen der Schauspielkunst und der Regie, der Generalmusikdirektor für die Fragen der musikalischen Darbietung und die Vorstände am Theater für die Fragen der Kollegialität und Zusammenarbeit negative Eindrücke bekommen hätten. „Gewonnene Eindrücke“ ohne Nennung der näheren Einzelheiten sind keine auf die Person bezogenen, konkreten und nachvollziehbaren Gründe für eine beabsichtigte Nichtverlängerung.
Besondere Regeln gelten für Opernchormitglieder.

##### Nichtverlängerungsmitteilung aufgrund Intendantenwechsels, Abfindung
Beruht eine Nichtverlängerungsmitteilung auf einem Intendantenwechsel, so erhält das Bühnenmitglied eine Abfindung, wenn die Nichtverlängerungsmitteilung so frühzeitig ausgesprochen wird, dass das Bühnenmitglied schon in der ersten Spielzeit nach dem Intendantenwechsel nicht mehr im Arbeitsverhältnis steht, und es innerhalb von drei Monaten kein neues Engagement findet. Die Abfindung beträgt nach vier Spielzeiten drei Monatsvergütungen.
Auch in den Fällen des Intendantenwechsels ist das Bühnenmitglied anzuhören und es kann geltend machen, dass es den Anforderungen des neuen Intendanten gewachsen ist.
Übernimmt der Intendant zu Beginn einer Spielzeit die Leitung des Theaters, so ist diese Spielzeit die erste Spielzeit nach dem Intendantenwechsel. Der Intendantenwechsel ist kein Zeitraum, sondern der Zeitpunkt, zu dem der neue Intendant den bisherigen Intendanten ablöst und die künstlerische Leitung des Theaters auf den neuen Intendanten übergeht.

##### Vollmacht zur Nichtverlängerungsmitteilung
Damit zum Beginn einer neuen Intendanz alle Arbeitsverhältnisse mit Bühnenmitgliedern beendet werden können, ist es möglich, den Intendanten schon anderthalb Jahre vor der Übernahme der künstlerischen Leitung des Theaters zu verpflichten und mit den erforderlichen Vollmachten auszustatten. Der designierte Intendant ist dann in der Lage, auch gegenüber den länger als acht Jahre beschäftigten Bühnenmitgliedern so rechtzeitig Nichtverlängerungsmitteilungen auszusprechen, dass sie in der ersten Spielzeit unter seiner künstlerischen Leitung nicht mehr im Arbeitsverhältnis stehen. Bei einem kurzfristigen Intendantenwechsel besteht diese Möglichkeit nicht.
Die regelmäßige schriftliche Vollmacht für den designierten Intendanten kann auch dadurch ersetzt werden, dass dieser auf einer Betriebsversammlung den Bühnenmitgliedern vorgestellt wird, der scheidende Intendant der Betriebsversammlung beiwohnt, und dem designierten Intendanten Personal, ein Büro und sonstige Sachmittel erkennbar zur Verfügung gestellt werden. Die Funktion des designierten Intendanten ist ähnlich zu bewerten wie die Position eines Personalleiters in einem Unternehmen, wo sich die Vollmacht aus der Position ergibt.

##### Rechtsweg
Gegen die Nichtverlängerungsmitteilung kann geklagt werden, und zwar bis Februar oder November nach Ablauf der Frist für die Nichtverlängerungsmitteilung.

##### Besteuerung der Abfindung
Die Abfindung nach Ausspruch einer Nichtverlängerungsmitteilung führt selten zur Zusammenballung von Einkünften nach § 34 Abs. 2 i. V. m. § 24 Nr. 1a EStG, da sie nur gewährt wird, wenn die Einkünfte für drei Monate und mehr wegfallen. Eine größere Abfindung kann der Fünfteilungsregelung unterfallen, da sie entgehende Einnahmen kompensieren soll, auch wenn es sich nicht um eine Entlassungsentschädigung handelt. Die Beendigung des Arbeitsverhältnisses beruht nämlich ausschließlich auf Zeitablauf und der früheren Vereinbarung, dass der Arbeitsvertrag befristet sein soll. Das Verhalten des Arbeitgebers beendet den Arbeitsvertrag nicht. Die Nichtverlängerungsmitteilung bestätigt nur, dass die vereinbarte Vertragsdauer eingehalten wird und das Arbeitsverhältnis nicht über den vereinbarten Zeitpunkt hinaus fortgesetzt wird.

## Arbeitslosigkeit nach Beendigung des befristeten Arbeitsverhältnisses

### Sperrzeit wegen Wechsels in ein befristetes Arbeitsverhältnis
Tritt nach Beendigung des befristeten Arbeitsverhältnisses Arbeitslosigkeit ein, so besteht grundsätzlich ein Anspruch auf Arbeitslosengeld. Selbst wenn der Arbeitnehmer ein Dauerarbeitsverhältnis aufgegeben hat und im Anschluss daran einen befristeten Arbeitsvertrag geschlossen hat, und dadurch die Arbeitslosigkeit mitverursacht hat, wenn der befristete Vertrag ausläuft, verhält er sich nicht in jedem Falle so versicherungswidrig, dass eine Sperrzeit verhängt werden muss.
Einerseits muss der Arbeitnehmer zwar zur Vermeidung von Arbeitslosigkeit ein zumutbares Beschäftigungsverhältnis fortsetzen (§ 2 Abs. 5 Nr. 1 SGB III), andererseits kann es aber auch gerechtfertigt sein, ein Dauerarbeitsverhältnis aufzugeben, um in ein befristetes Arbeitsverhältnis überzuwechseln.
Gerechtfertigt ist der Wechsel,
- wenn die nahtlose Aufnahme der befristeten Beschäftigung mit einem Wechsel in ein anderes Berufsfeld    und   der damit verbundenen Erlangung zusätzliche beruflicher Fähigkeiten verbunden ist,[177]
- wenn der Wechsel in das befristete Arbeitsverhältnis mit einer Lohnerhöhung verbunden ist. Es ist dabei unerheblich, wie hoch die Steigerung des Stundenlohnes ist, wenn es sich dabei nicht um einen Bagatellebetrag handelt,[178][179]
- wenn eine höherwertige Tätigkeit damit verbunden ist, z. B. Buchhalter statt Bürohilfe,[178]

Allerdings darf der Arbeitnehmer nicht sehenden Auges das Risiko der Arbeitslosigkeit eingehen und damit den Versicherungsfall bewusst herbeiführen.
Dies ist der Fall,
- wenn keinerlei konkrete Aussicht auf eine Verlängerung des Beschäftigungsverhältnisses besteht,[180]
- oder die Aussicht auf eine Verlängerung völlig offen ist, und die vereinbarte Beschäftigungsdauer nur sechs Wochen beträgt,[181]
- oder der Lohn gleich hoch oder geringer ist und auch keine Erweiterung der beruflichen Fähigkeiten mit dem Wechsel in das befristete Arbeitsverhältnis zu erwarten war,[182]

Keine wesentliche Ursächlichkeit zwischen Lösung eines Dauerarbeitsverhältnisses und Eintritt der Arbeitslosigkeit besteht, wenn das nachfolgende befristete Arbeitsverhältnis nach sechs Monaten wegen schlechter Auftragslage nicht verlängert wird. In diesem Falle darf keine Sperrzeit verhängt werden.

### Meldung als arbeitssuchend
Der Arbeitnehmer ist verpflichtet, sich spätestens drei Monate vor Beendigung des befristeten Arbeitsverhältnisses persönlich bei der Agentur für Arbeit arbeitssuchend zu melden (§ 38 Abs. 1 Satz 1 SGB III).
Hierauf hat der Arbeitgeber den Arbeitnehmer frühzeitig hinzuweisen (§ 2 Abs. 2 Satz 2 Nr. 3 SGB III).
Meldet sich der Arbeitnehmer nicht rechtzeitig arbeitslos, so tritt eine Sperrzeit von einer Woche ein (§ 159 Absatz 6[Anbieter/Datenbank unbekannt] Abs. 1 Satz 2 Nr. 7 SGB III).
Versäumt der Arbeitgeber den frühzeitigen Hinweis auf die Pflicht zur Meldung als arbeitssuchend, so ist er dennoch nicht zum Ersatz des Schadens verpflichtet, der dadurch entsteht, dass der Arbeitnehmer sich zu spät meldet und eine Sperrzeit verhängt wird. Die Hinweispflicht wirkt nämlich nur unterstützend und begründet keine Vermögensfürsorgepflicht des Arbeitgebers.

## Diskriminierungsverbote
Für befristete Arbeitsverhältnisse gelten die allgemeinen arbeitsrechtlichen Diskriminierungsverbote, beispielsweise die EU-Gleichbehandlungsrichtlinie für Frauen und Männer (RL 2006/54/EG vom 5. Juli 2006) und die Richtlinie zur Anwendung des Gleichbehandlungsgrundsatzes ohne Unterschied der Rasse oder der ethnischen Herkunft (RL 2006/43/EG vom 29. Juni 2006) und die Richtlinie für die Verwirklichung der Gleichbehandlung in Beschäftigung und Beruf (RL 2000/78/EG vom 27. November 2000). Diese Richtlinien sind umgesetzt durch das Allgemeine Gleichbehandlungsgesetz vom 14. August 2006.
Zusätzlich gilt der besondere Diskriminierungsschutz für befristet Beschäftigte (§ 4 der Rahmenvereinbarung zu RL 1999/70/EG), der durch das TzBfG ab 2001 umgesetzt ist.

### Inhalt des besonderen befristungsrechtlichen Diskriminierungsverbots
Befristet Beschäftigte dürfen in ihren Beschäftigungsbedingungen nicht deswegen, weil sie befristet beschäftigt sind, schlechter behandelt werden als vergleichbare Dauerbeschäftigte. Es gilt der Grundsatz, dass den befristet Beschäftigten Arbeitsentgelt und Nebenleistungen, die für einen bestimmten Zeitraum gewährt werden, auch ihnen zeitanteilig gewährt werden sollen (pro-rata-temporis-Grundsatz), § 4 Nr. 2 der Rahmenvereinbarung zu Richtlinie 99/70/EG (umgesetzt in § 4 Abs. 1 S. 2 TzBfG). Hierüber können sich auch Tarifverträge nicht hinweg setzen.
Wenn ein Arbeitgeber aufgrund eines Tarifvertrags ein neues Lohnsystem einführt und Lohnminderungen ausgleicht, so muss er die Ausgleichsleistung auch einem befristet Beschäftigten gewähren, denn ein befristet Beschäftigter wird von der Lohnminderung ebenso betroffen wie Dauerbeschäftigter und sein Arbeitsverhältnis genießt keinen geringeren Inhaltsschutz als das eines unbefristet Beschäftigten.
Gratifikationen wie das Weihnachtsgeld stellen auch eine Leistung für die Vergangenheit dar und müssen befristet Beschäftigten entsprechend der Dauer ihrer Betriebszugehörigkeit anteilig ausbezahlt werden. Dies gilt auch, wenn die Gratifikation als freiwillige Leistung bezeichnet wird.

### Nicht erfasste Schlechterbehandlungen
Nicht alle Schlechterbehandlungen sind vom befristungsrechtlichen Diskriminierungsverbot umfasst:
Keine verbotene Schlechterbehandlung liegt darin, dass ein Arbeitgeber Lehrer vom Ende der Schulsommerferien bis zum Anfang der nächsten Schulsommerferien befristet beschäftigt. Der befristet eingestellte Lehrer steht zwar schlechter als ein dauerbeschäftigter Lehrer, weil er für die Schulsommerferien kein Entgelt erhält. Das Diskriminierungsverbot lässt aber das Recht eines Arbeitgebers unangetastet, einen befristeten Vertrag zu schließen und die Dauer selbst zu bestimmen. Zum gleichen Ergebnis kommt auch das BAG, allerdings mit anderer Begründung.
Der Arbeitgeber ist auch frei, einen sachgrundlos befristeten Arbeitsvertrag nicht zu verlängern, wenn er mehrere gleichzeitig geschlossene Arbeitsverträge einer Gruppe von gleichen Mitarbeitern verlängert. Die sachgrundlose Befristung gibt dem Arbeitgeber die Möglichkeit, sich von einem Arbeitnehmer ohne Vorliegen eines sachlichen Grundes zu trennen und schafft dadurch einen Anreiz, zur Neueinstellung eines Mitarbeiters. Ein Verlängerungsgebot wäre mit diesem Grundgedanken nicht zu vereinbaren.

### Zeitlich nicht erfasste Schlechterbehandlungen
Nicht vom Diskriminierungsverbot umfasst sind auch Schlechterstellungen durch die Nichtberücksichtigung von Zeiten befristeter Beschäftigung vor 2001 in der betrieblichen Altersversorgung, weil das TzBfG nicht zurückwirkt und der Sachverhalt vor der Geltung des TzBfG liegt und abgeschlossen ist.

### Erlaubte Schlechterbehandlungen
Eine betriebliche Altersversorgung ist im Grundsatz allen Mitarbeitern gleich zu gewähren. Der Ausschluss von Altersversorgungsleistungen kann nicht durch eine höhere Bezahlung ausgeglichen werden, denn die unmittelbar leistungsbezogenen Entgelte sind mit Altersversorgungsleistungen nicht vergleichbar.
Der Ausschluss von Mitarbeitern aus der betrieblichen Altersversorgung ist aber wirksam, wenn er auf einem billigenswerten, sachlichen Grund beruht. Ein billigenswerter sachlicher Grund kann dem Zweck der Leistung entnommen werden. Mit Zusagen auf eine betriebliche Altersversorgung soll regelmäßig die Betriebstreue gefördert werden und der Arbeitnehmer an den Betrieb gebunden werden (belohnende Altersversorgung). Dieses Interesse entfällt in der Regel bei befristet Beschäftigten. Die Schlechterstellung des befristet Beschäftigten gegenüber Dauerbeschäftigten ist deshalb erlaubt.
Dies gilt insbesondere bei ABM-Kräften mit einjährig befristeten Verträgen.
Rechtsprechung zur portablen, die gesetzliche Altersversorgung ergänzenden Altersversorgung liegt noch nicht vor.

## Anteil der befristeten Beschäftigung am Arbeitsmarkt
- Befristet Beschäftigte in absoluten Zahlen im März 2004[194]

```
Arbeitnehmer insgesamt       davon befristet           davon Schüler und Studenten
            29 822 000             2 478 000                               271 000
```

- Anteil der befristet Beschäftigten nach Branchen in Deutschland im Jahr 2005[195]

```
Land- und Forstwirtschaft, Fischerei                            14 %
Öffentliche Verwaltung                                          12 %
Dienstleistungsbereich                                          12 %
Grundstückswesen, Vermietung, wirtschaftliche Dienstleistungen  10 %
Handel und Gastgewerbe                                           8 %
Bergbau und verarbeitendes Gewerbe                               6 %
Baugewerbe                                                       6 %
Verkehr und Telekommunikation                                    6 %
Energie- und Wasserversorgung                                    4 %
Kredit- und Versicherungsgewerbe                                 3 %
```

- Anteil der befristet Beschäftigten in % aller Beschäftigten nach Altersgruppen[196]

```
                                         1995           2002              2006
15 – 20                                31,5 %           37 %            80,3 %
20 – 25                                20,9 %           27 %            48,3 %
25 – 30                                10,2 %           14 %            21,7 %
30 – 35                                 7,3 %            8 %            11,7 %
35 – 40 und älter                       <10 %          <10 %             <10 %
```

- Anteil von Frauen und Männern mit befristeter Beschäftigung an der Gesamtbeschäftigung in ausgewählten europäischen Flächenstaaten im Jahre 2012[197]

```
                                      Männer                 Frauen
Spanien                                6,5 %                 24,4 %
Italien                                6,7 %                 31,0 %
Frankreich                             6,4 %                 30,0 %
Deutschland                            9,1 %                 45,0 %
Vereinigtes Königreich                11,5 %                 42,3 %
```

## Befristete Arbeitsverhältnisse und Arbeitsmarkt

### Auswirkung
Dass durch die vermehrte Zulassung befristeter Arbeitsverhältnisse seit 1985 mehr neue Arbeitsverhältnisse geschaffen wurden, lässt sich nicht verifizieren. In den Jahren 1997 bis 2003 waren 33,3 % der Erstverträge für Einsteiger in den alten Ländern und 45,2 % in den neuen Ländern befristet. Das befristete Arbeitsverhältnis wurde damit zu einem Standardzugang zum Arbeitsmarkt. Einen Sachgrund hatten in den alten Ländern 48,6 %, in den neuen Ländern 44,7 % der Befristungen. Es wurden aufgrund der Befristungsmöglichkeiten mehr Arbeitsplätze geschaffen und mehr Arbeitsplätze abgebaut. Sie dienten also eher dem prozyklischen Beschäftigungsaufbau und -abbau entsprechend dem Bedürfnis nach Arbeitskräften. Es fand aber kein regelmäßiger Abgang der Arbeitskräfte nach zwei Jahren, der Höchstdauer der sachgrundlosen Befristung statt. Dies ist ein Indiz, aber keine klare Evidenz dafür, dass die sachgrundlose Befristung als verlängertes Probearbeitsverhältnis genutzt wurde. Der befürchtete Drehtür-Effekt, also die Rotation von Arbeitskräften nur um der Vermeidung des Kündigungsschutzes willen, trat in Deutschland (anders als in Spanien) nicht ein. Eine Kultur des „Heuerns und Feuerns“ hat sich demnach nicht entwickelt.
Eine Studie der OECD von 2012 anhand von 32 Ländern kam zu dem Ergebnis, dass mit dem Anteil der befristet Beschäftigten an der Bevölkerung die Lohneinkommensungleichheit ansteigt.

### Besonderheiten im Status befristeter Arbeitskräfte
Befristete Arbeitsverhältnisse wurden mehr in unteren und höheren Qualifikationen angeboten als in mittleren. Frauen mit Hochschulabschluss wurde häufiger ein befristetes Arbeitsverhältnis angeboten als Frauen mit Berufsausbildung. Es besteht die Neigung, befristeten Arbeitnehmern geringere Löhne zu zahlen, sie von Bonuszahlungen auszuschließen und ihnen Nichtlohnbestandteile vorzuenthalten, die unbefristeten Arbeitskräften gewährt werden. Ob die Diskriminierungsverbote dem entgegenwirken, bleibt abzuwarten.

### Statusänderungen
In den alten Ländern wurde zwischen 1997 und 2003 17,18 % der befristeten Verträge in unbefristete umgewandelt, in den neuen Ländern 8,10 %.
Bewerbungen waren auf europäischer Ebene drei Jahre nach Aufnahme einer befristeten Beschäftigung signifikant erfolgreicher als Bewerbungen aus der Arbeitslosigkeit. Von denen, die 1997 ein Nichtstandardarbeitsverhältnis eingegangen waren, hatten 2003 60 % einen Standardarbeitsvertrag, 16 % wieder einen Nichtstandardarbeitsvertrag, und 20 % waren beschäftigungslos. Frauen, Ältere und Jüngere hatten einen geringeren Anteil an den Statusverbesserungen auf dem Arbeitsmarkt.

## Ideengeschichte des Befristungsrechts
- Römisches Recht

Der Schriftsteller, Jurist und Spitzenbeamte Ulpian berichtet vom befristeten Dienstverhältnis eines Lohnschreibers. Er hält es für selbstverständlich, dass ihm die Erben seines Dienstherrn den auf ein Jahr befristeten Vertrag nicht kündigen können, wenn er während des vereinbarten Jahres stirbt, und es deswegen nichts mehr zum Schreiben gibt. (222 n.Ch.)
- Allgemeines Landrecht für die Preußischen Staaten

Der Dienstvertrag zwischen Meister und Gesellen ist ein Dauerarbeitsvertrag. Wenn der Meister seinen Gesellen „abschaffen“ will, muss er ihm solches vierzehn Tage zuvor ankündigen. Der Geselle muss dem Meister vierzehn Tage vor dem Verlassen „aufsagen“. (1794)
- Bürgerliches Gesetzbuch

Das Bürgerliche Gesetzbuch (BGB) geht vom befristeten Arbeitsvertrag als erster Grundform des Arbeitsverhältnisses aus. Das Dienstverhältnis endet mit dem Ablauf der Zeit, für die es eingegangen ist (§ 620 Abs. 1 BGB).
- Beginn des Kündigungsschutzes

Mit dem Angestelltenkündigungsschutzgesetz werden erstmals nach der Dauer des Beschäftigungsverhältnisses gestaffelte und über eine Grundfrist hinausgehende Kündigungsfristen eingeführt (1926).
- Einwirken auf das Befristungsrecht

Das Reichsarbeitsgericht erklärt einen Kettenarbeitsvertrag für unzulässig, wenn er in der Absicht durchgesetzt wurde, zwingende Kündigungsschutzvorschriften zu umgehen (1938).
- Blütezeit des Kündigungsschutzrechts

Eine Kündigung ist nur zulässig, wenn sie durch triftige Gründe in der Person des Arbeitnehmers oder durch den Wegfall des Beschäftigungsbedürfnisses veranlasst ist (1951).
- Nochmaliges Einwirken auf das Befristungsrecht

Das Bundesarbeitsgericht macht die Wirksamkeit einer Befristung davon abhängig, dass ein sachlicher Grund dafür im Range eines schutzwürdigen Interesses besteht. Auf die Umgehungsabsicht kommt es nicht mehr an. Dieser starke Schutz soll 25 Jahre lang erhalten bleiben. Einen stärkeren Schutz wird es nicht wieder geben (1960).
- Bekämpfung der Massenarbeitslosigkeit

Zur Bekämpfung der Massenarbeitslosigkeit wird die erleichterte Befristung ohne sachlichen Grund als Anreiz zu vermehrter Einstellung eingeführt. (1985)
- Europäisierung und Harmonisierung

Der Rat der Europäischen Gemeinschaften erkennt auch das befristete Arbeitsverhältnis an und gibt gleichzeitig den Mitgliedstaaten auf, durch Gesetz oder anderweitige Maßnahmen das bevorzugte Dauerarbeitsverhältnis vor Missbräuchen durch wiederholte Befristungen zu schützen. (1999) Erstbefristungen beschränkt die Richtlinie nicht.
- Vermittelnde Lösung

Das Teilzeit- und Befristungsgesetz knüpft an die Tradition an, die Befristung von Sachgründen abhängig zu machen, lässt sachgrundlose Befristungen hauptsächlich als Einstiegsbefristung und Brücke in den Arbeitsmarkt zu und begrenzt wirksam die Verlängerung des sachgrundlos befristeten Arbeitsvertrages (2001).

## Ausblick
Das Vorbeschäftigungsverbot bei der sachgrundlosen Befristung gilt nun nicht mehr absolut; es erfasst nur noch Arbeitsverhältnisse, die weniger als drei Jahre vor Abschluss eines sachgrundlos befristeten Vertrages geendet haben. Noch nicht bekannt ist, ob diese Entscheidung vom EuGH daraufhin überprüft wird, ob sie der Europäischen Befristungsrichtlinie entspricht, die die Festlegung einer Höchstzahl von Verträgen für sachgrundlose Befristungen vorschreibt. Ein Urteil des Europäischen Gerichtshofs zur Zulässigkeit der Haushaltsbefristung wird noch erwartet.